# Nati il 2 febbraio
| Questa pagina contiene informazioni ricavate automaticamente dalle voci biografiche con l'ausilio del template Bio e di un bot. L'aggiornamento è periodico e automatico e ricostruisce completamente la pagina. Se manca una persona in questa lista, sei pregato di non aggiungerla, ma accertati piuttosto che la sua voce biografica contenga il template Bio e che i dati anagrafici siano correttamente compilati. Se il template Bio manca, inseriscilo tu stesso o, in alternativa, metti l'avviso {{tmp\|Bio}} che ne segnala la mancanza. Se i dati riportati sono sbagliati, correggi direttamente la voce biografica; le modifiche saranno visibili in questa lista entro pochi giorni. Per chiarimenti vedi il progetto biografie. La lista contiene solo le 1.421 persone che sono citate nell'enciclopedia e per le quali è stato implementato correttamente il template Bio. Pagina aggiornata al 17 ago 2025. |

## V secolo(1)
- 450 - Giustino I, generale e politico romano († 527)

## XII secolo(1)
- 1132 - Guglielmo di Norwich, santo inglese († 1144)

## XIII secolo(3)
- 1282 - Maud Chaworth, nobile inglese († 1322)
- 1286 - Giovanna de Geneville, II baronessa di Geneville, nobile britannica († 1356)
- 1292 - Ibn Qayyim al-Jawziyya, giurista e teologo arabo († 1350)

## XV secolo(9)
- 1425 - Eleonora di Navarra, principessa († 1479)
- 1443 - Elisabetta di Baviera, principessa († 1484)
- 1452 - Battista Fregoso, doge († 1504)
- 1457 - Pietro Martire d'Anghiera, storico italiano († 1526)
- 1467 - Colomba da Rieti, monaca cristiana italiana († 1501)
- 1487 - Martino Bernardini, mercante e nobile italiano († 1568)
- 1487 - Giovanni I d'Ungheria, re ungherese († 1540)
- 1488 - Gianfrancesco Gonzaga, nobile italiano († 1524)
- 1494 - Bona Sforza, italiana († 1557)

## XVI secolo(23)
- 1515 - Andrea Badoer, politico e diplomatico italiano († 1575)
- 1516 - Girolamo Zanchi, teologo italiano († 1590)
- 1517 - Gotthard Kettler, nobile tedesco († 1587)
- 1518 - Godfried van Mierlo, vescovo cattolico olandese († 1587)
- 1521 - Annibale Bozzuti, cardinale e arcivescovo cattolico italiano († 1565)
- 1522 - Francesco Alciati, cardinale, vescovo cattolico e giurista italiano († 1580)
- 1522 - Lodovico Ferrari, matematico italiano († 1565)
- 1532 - Sofonisba Anguissola, pittrice italiana († 1625)
- 1536 - Scévole de Sainte-Marthe, poeta, umanista e politico francese († 1623)
- 1536 - Piotr Skarga, teologo, scrittore e gesuita polacco († 1612)
- 1537 - Toyotomi Hideyoshi, giapponese († 1598)
- 1545 - Nicolaus Reusner, giurista e editore tedesco († 1602)
- 1562 - Ippolito Buzio, scultore italiano († 1634)
- 1566 - Michael Sendivogius, alchimista, filosofo e diplomatico polacco († 1636)
- 1570 - Stephan Alexander Segesser von Brunegg, ufficiale svizzero († 1629)
- 1576 - Alix Le Clerc, religiosa francese († 1622)
- 1583 - Anna Visscher, artista, poetessa e traduttrice olandese († 1651)
- 1585 - Judith Quiney, inglese († 1662)
- 1591 - Guercino, pittore italiano († 1666)
- 1594 - Giovanni Battista Maria Pallotta, cardinale italiano († 1668)
- 1594 - Philip Powell, avvocato e beato britannico († 1646)
- 1596 - Jacob van Campen, architetto e artista olandese († 1657)
- 1600 - Gabriel Naudé, scrittore e bibliotecario francese († 1653)

## XVII secolo(28)
- 1603 - Luisa di Borbone, duchessa francese († 1637)
- 1604 - Juan de Leyva de la Cerda, spagnolo († 1678)
- 1611 - Ulrico di Danimarca, principe danese († 1633)
- 1613 - Noël Chabanel, religioso, missionario e santo francese († 1649)
- 1616 - Sébastien Bourdon, pittore francese († 1671)
- 1616 - Giovanni Sagredo, ambasciatore italiano († 1682)
- 1621 - Johannes Schefferus, umanista svedese († 1679)
- 1629 - Robert Spencer, I visconte Teviot, politico e nobile inglese († 1694)
- 1639 - Francesco Niccolini, arcivescovo cattolico e diplomatico italiano († 1692)
- 1641 - Claudio de La Colombière, gesuita e scrittore francese († 1682)
- 1644 - Henri Louis Ernest di Ligne, nobile spagnolo († 1702)
- 1649 - Papa Benedetto XIII, papa, vescovo cattolico e cardinale italiano († 1730)
- 1650 - Biagio Gambaro, vescovo cattolico italiano († 1721)
- 1650 - Nell Gwyn, attrice teatrale inglese († 1687)
- 1651 - Federico di Schleswig-Holstein-Sonderburg-Wiesenburg, nobile tedesco († 1724)
- 1656 - Charles Churchill, nobile, politico e generale britannico († 1714)
- 1668 - Vincenzo Bichi, cardinale e arcivescovo cattolico italiano († 1750)
- 1669 - Louis Marchand, organista e compositore francese († 1732)
- 1676 - Francesco Maria Raineri, pittore italiano († 1758)
- 1676 - Giovanni Maria Salvioni, tipografo italiano († 1755)
- 1678 - Dorothea Maria Graff, pittrice, disegnatrice e illustratrice tedesca († 1743)
- 1683 - Fortunato Tamburini, cardinale italiano († 1761)
- 1685 - Amand von Buseck, vescovo cattolico e abate tedesco († 1756)
- 1689 - Niccolò Bianchini, vescovo cattolico italiano († 1750)
- 1691 - Martin Berteau, violoncellista e compositore francese († 1771)
- 1691 - Mario Bolognetti, cardinale italiano († 1756)
- 1697 - Pierre Carpentier, filologo e presbitero francese († 1767)
- 1700 - Johann Christoph Gottsched, scrittore e critico letterario tedesco († 1766)

## XVIII secolo(47)
- 1708 - Gianmaria Biemmi, prete e storico italiano († 1784)
- 1711 - Wenzel Anton von Kaunitz-Rietberg, diplomatico e politico austriaco († 1794)
- 1714 - Giovanni Battista Audiffredi, monaco cristiano, bibliotecario e astronomo italiano († 1794)
- 1714 - Gottfried August Homilius, compositore e direttore di coro tedesco († 1785)
- 1715 - Scipione Ardoino Alcontres, arcivescovo cattolico italiano († 1778)
- 1717 - Ernst Gideon von Laudon, generale austriaco († 1790)
- 1726 - Urbain-René de Hercé, vescovo cattolico francese († 1795)
- 1727 - Domenico Antonio Carella, pittore italiano († 1813)
- 1731 - Emanuel Philibert von Waldstein-Wartenberg, nobile austriaco († 1775)
- 1732 - Cyrus Bustill, attivista statunitense († 1806)
- 1735 - Pietro Melchiorre Ferrari, pittore italiano († 1787)
- 1736 - Maria Elisabetta di Sassonia, principessa († 1818)
- 1745 - Hannah More, scrittrice e filantropa inglese († 1833)
- 1749 - Ferdinand Ernst Maria von Bissingen-Nippenburg, ufficiale e politico austriaco († 1831)
- 1749 - Mathurin Crucy, architetto e urbanista francese († 1826)
- 1749 - Jacques Louis François Delaistre de Tilly, generale francese († 1822)
- 1753 - Catherine Hübscher, nobildonna francese († 1835)
- 1753 - Giacomo Raffaelli, artista italiano († 1836)
- 1754 - Charles-Maurice de Talleyrand-Périgord, nobile, politico e diplomatico francese († 1838)
- 1755 - Uriah Tracy, avvocato e politico statunitense († 1807)
- 1758 - Johann Michael Hahn, teosofo tedesco († 1819)
- 1761 - Aylmer Bourke Lambert, botanico britannico († 1842)
- 1762 - Girolamo Crescentini, cantante castrato e compositore italiano († 1846)
- 1766 - William Townsend Aiton, botanico britannico († 1849)
- 1767 - Johann Heinrich Friedrich Link, biologo, botanico e naturalista tedesco († 1851)
- 1768 - George Calvert, politico statunitense († 1838)
- 1772 - Ferdinand Esslair, attore teatrale e regista austriaco († 1840)
- 1774 - Francesco Pignatelli, VII principe di Strongoli, generale e nobile italiano († 1853)
- 1777 - Ippolito Cremona, architetto svizzero († 1844)
- 1778 - Giuseppe Sacchini, generale italiano († 1849)
- 1778 - Mary Anne Talbot, corsaro inglese († 1808)
- 1779 - Marija Antonovna Czetwertyński-Światopełk, nobildonna polacca († 1854)
- 1780 - Johannes van den Bosch, militare, politico e nobile olandese († 1844)
- 1782 - Henri de Rigny, ammiraglio francese († 1835)
- 1783 - Carlo Federico di Sassonia-Weimar-Eisenach, sovrano tedesco († 1853)
- 1783 - Antonio Crivelli, fisico italiano († 1829)
- 1784 - John Fane, XI conte di Westmorland, politico, generale e ambasciatore inglese († 1859)
- 1785 - John Josiah Guest, ingegnere e imprenditore gallese († 1852)
- 1786 - Jacques Philippe Marie Binet, matematico e astronomo francese († 1856)
- 1786 - Ignaz Bernhard Mauermann, vescovo cattolico tedesco († 1841)
- 1789 - Carl Alexander Heideloff, architetto tedesco († 1865)
- 1790 - Domenico Donzelli, tenore italiano († 1873)
- 1790 - William Elford Leach, biologo inglese († 1836)
- 1794 - Étienne Arnal, attore teatrale francese († 1872)
- 1797 - Joseph Guislain, medico belga († 1860)
- 1799 - Teresa Fioroni, pittrice italiana († 1880)
- 1800 - Andrej Koša, patriota slovacco († 1887)

## XIX secolo(226)
- 1802 - Jean Baptiste Boussingault, chimico e agronomo francese († 1887)
- 1803 - Albert Sidney Johnston, generale statunitense († 1862)
- 1803 - Angelo Stefani, patriota italiano († 1878)
- 1807 - Cesare Cabella, politico e avvocato italiano († 1888)
- 1807 - Alexandre Ledru-Rollin, avvocato e politico francese († 1874)
- 1809 - Francesco Prospero Antonini, storico, patriota e magistrato italiano († 1884)
- 1809 - Pietro Doderlein, zoologo e geologo italiano († 1895)
- 1809 - George Engelmann, botanico tedesco († 1884)
- 1810 - Francesco Gallo, vescovo cattolico italiano († 1896)
- 1811 - Francesco Mazzuoli, vescovo cattolico italiano († 1890)
- 1811 - Delia Bacon, scrittrice statunitense († 1859)
- 1812 - Giacinto Bianco, scrittore italiano († 1885)
- 1813 - Alexander August Wilhelm von Pape, generale prussiano († 1895)
- 1813 - Ferdinando Ranalli, letterato, storico e critico letterario italiano († 1894)
- 1814 - Adolph von Brenner-Felsach, diplomatico e nobile austriaco († 1883)
- 1814 - Antonio Giovanola, politico italiano († 1882)
- 1815 - Émile Boeswillwald, architetto francese († 1896)
- 1816 - Mirko Bogović, scrittore e politico croato († 1893)
- 1817 - Josep Maria Ventura i Casas, compositore e musicista spagnolo († 1875)
- 1818 - Antonietta De Pace, patriota e educatrice italiana († 1893)
- 1818 - Joseph Weydemeyer, politico e militare tedesco († 1866)
- 1819 - Girolamo Alessandro Biaggi, compositore e critico musicale italiano († 1897)
- 1820 - Joseph Latour von Thurmburg, generale austriaco († 1903)
- 1820 - Lodovico Melzi d'Eril, nobile e imprenditore italiano († 1886)
- 1822 - Luigi Gillarduzzi, pittore italiano († 1856)
- 1823 - Alessandro Castellani, orafo, antiquario e collezionista d'arte italiano († 1883)
- 1823 - Philippe Chaperon, pittore e scenografo francese († 1906)
- 1823 - Giovanni Rustici, patriota italiano († 1863)
- 1825 - John Call Dalton, fisiologo statunitense († 1889)
- 1826 - Jules Cantini, scultore e filantropo francese († 1916)
- 1826 - Michele Crisafulli Trimarchi, medico italiano († 1903)
- 1827 - Oswald Achenbach, pittore tedesco († 1905)
- 1827 - Ludwig Eichrodt, drammaturgo e poeta tedesco († 1892)
- 1828 - Costanza Rovelli, soprano italiano († 1884)
- 1829 - Alfred Edmund Brehm, biologo e scrittore tedesco († 1884)
- 1831 - Antonio Vismara, giurista, scrittore e bibliografo italiano († 1903)
- 1833 - Carl von Liebermeister, patologo tedesco († 1901)
- 1834 - Charles Hays, politico statunitense († 1879)
- 1834 - Edoardo Herter, patriota, medico e missionario italiano († 1889)
- 1834 - Jules-Marie Sevestre, pittore francese († 1901)
- 1835 - Luigi Manzotti, coreografo e mimo italiano († 1905)
- 1838 - Luigi Tommaso Belgrano, storico e archivista italiano († 1895)
- 1838 - Frances Anne Hopkins, pittrice britannica († 1919)
- 1838 - Adolf Marks, editore tedesco († 1904)
- 1838 - Charles-François Turinaz, arcivescovo cattolico francese († 1918)
- 1839 - Rudolf von Fischer-Benzon, bibliotecario e botanico tedesco († 1911)
- 1839 - Wolfgang Helbig, archeologo tedesco († 1915)
- 1840 - Louis Albert Bourgault-Ducoudray, compositore francese († 1910)
- 1841 - François-Alphonse Forel, scienziato svizzero († 1912)
- 1843 - Knute Nelson, politico statunitense († 1923)
- 1844 - Domenico Majone, attore teatrale italiano († 1872)
- 1845 - Urbano Rattazzi, giurista italiano († 1911)
- 1845 - William White, progettista britannico († 1913)
- 1845 - Huyshe Yeatman-Biggs, vescovo anglicano britannico († 1922)
- 1848 - Tommaso Senise, politico italiano († 1920)
- 1849 - Leopold Gegenbauer, matematico austriaco († 1903)
- 1849 - Pavol Országh Hviezdoslav, drammaturgo, traduttore e poeta slovacco († 1921)
- 1849 - Luigi Taccheo, pianista e compositore italiano († 1940)
- 1849 - William Jay Gaynor, politico statunitense († 1913)
- 1850 - Alessandro Fabri, politico e medico italiano († 1922)
- 1850 - Ignaz Mitterer, compositore austriaco († 1924)
- 1850 - Otto Seeck, storico tedesco († 1921)
- 1851 - Raffaello Barbiera, giornalista e scrittore italiano († 1934)
- 1851 - José Guadalupe Posada, incisore messicano († 1913)
- 1852 - Giuseppe Cuboni, botanico e agronomo italiano († 1920)
- 1852 - Salvatore Marchesi, pittore italiano († 1926)
- 1853 - Georgios Sourīs, poeta e commediografo greco († 1919)
- 1854 - Domenico Amanzio, matematico e astronomo italiano († 1908)
- 1854 - Arthur Goodyer, calciatore inglese († 1932)
- 1854 - Frederick Stopford, generale inglese († 1929)
- 1855 - Friedrich Bechtel, linguista e filologo tedesco († 1924)
- 1855 - Paolo Vetri, pittore italiano († 1937)
- 1856 - Makar Ekmalyan, compositore armeno († 1905)
- 1856 - Oreste Zavattari, generale italiano († 1941)
- 1858 - Marie Brun, golfista francese († 1935)
- 1859 - Luigi Ceci, linguista e glottologo italiano († 1927)
- 1859 - Havelock Ellis, medico, psicologo e scrittore britannico († 1939)
- 1859 - Walther von Lüttwitz, militare tedesco († 1942)
- 1859 - Billy Mosforth, calciatore inglese († 1929)
- 1860 - Marie-Louise Martin, monaca cristiana francese († 1940)
- 1861 - Solomon R. Guggenheim, collezionista d'arte statunitense († 1949)
- 1862 - Antoni Maria Alcover i Sureda, scrittore spagnolo († 1932)
- 1862 - Émile Coste, schermidore francese († 1927)
- 1863 - Francisco A. de Icaza, poeta e storico messicano († 1925)
- 1863 - Nestor Aleksandrovič Kotljarevskij, storico della letteratura e letterato russo († 1925)
- 1864 - Margot Asquith, scrittrice scozzese († 1945)
- 1865 - Guglielmo Cartia, generale e saggista italiano († 1944)
- 1865 - Ćiro Truhelka, archeologo croato († 1942)
- 1866 - Gustav Pauli, storico dell'arte tedesco († 1938)
- 1866 - Enrique Simonet, pittore spagnolo († 1927)
- 1866 - Giuseppe Vaccari, militare e politico italiano († 1937)
- 1866 - Hellmut von Gerlach, politico tedesco († 1935)
- 1868 - Alexander Atabekian, anarchico armeno († 1940)
- 1868 - Enriqueta Martí, serial killer spagnola († 1913)
- 1868 - Rinaldo Rigola, sindacalista e politico italiano († 1954)
- 1869 - Ernesto Giardini, banchiere e politico italiano († 1961)
- 1869 - Giuseppe de Lieto, avvocato e politico italiano († 1910)
- 1869 - Ernestina Orlandini, pittrice tedesca († 1956)
- 1870 - Wallace Shaw, golfista statunitense († 1960)
- 1871 - Joe Roberts, attore statunitense († 1923)
- 1871 - Montagu Toller, crickettista britannico († 1948)
- 1871 - Alexander Wassilko von Serecki, militare e agente segreto austriaco († 1920)
- 1872 - Tomé de Barros Queirós, politico portoghese († 1925)
- 1872 - Giuseppe Chiovenda, giurista italiano († 1937)
- 1873 - Maria Bakunin, chimica e biologa italiana († 1960)
- 1873 - Leo Fall, compositore austriaco († 1925)
- 1873 - Edmund Groag, storico austriaco († 1945)
- 1873 - Oskar Kaufmann, architetto ungherese († 1956)
- 1873 - Maurice Tourneur, regista, sceneggiatore e produttore cinematografico francese († 1961)
- 1874 - Totò Majorana, attore teatrale italiano († 1944)
- 1874 - Giuseppe Stabile, militare italiano († 1956)
- 1875 - Fritz Kreisler, violinista e compositore austriaco († 1962)
- 1875 - Erkki Melartin, compositore, direttore d'orchestra e docente finlandese († 1937)
- 1875 - William Wright Smith, botanico scozzese († 1956)
- 1876 - Arthur V. Johnson, attore e regista statunitense († 1916)
- 1876 - Guido Jung, imprenditore e politico italiano († 1949)
- 1876 - Franziskus Wolf, vescovo cattolico e missionario tedesco († 1944)
- 1877 - Giuseppe Becce, compositore italiano († 1973)
- 1878 - Edward James Gibson Holland, militare canadese († 1948)
- 1878 - Joe Lydon, calciatore e pugile statunitense († 1937)
- 1878 - Gordon McDonald, calciatore canadese († 1938)
- 1879 - Hjalmar Davidsen, regista danese († 1958)
- 1879 - Mimì Maggio, attore e cantante italiano († 1943)
- 1879 - Sofia Carlotta di Oldenburg, nobile tedesca († 1964)
- 1879 - Vittorio III di Ratibor, nobile, giurista e agricoltore tedesco († 1945)
- 1880 - Alastair Ivan Ladislaus Lucidus Evans, schermidore statunitense († 1904)
- 1880 - Louis Halphen, storico francese († 1950)
- 1880 - Fred Lane, nuotatore australiano († 1969)
- 1881 - Nicola Bellomo, generale italiano († 1945)
- 1881 - Eulalio Gutiérrez, politico e generale messicano († 1939)
- 1881 - Gustav Herglotz, matematico tedesco († 1953)
- 1881 - Miloslav Schmidt, vigile del fuoco, attore e editore slovacco († 1934)
- 1881 - Louis Strebler, lottatore statunitense († 1962)
- 1882 - Abd Allah I di Giordania, politico e patriota giordano († 1951)
- 1882 - Andrea di Grecia, principe greco († 1944)
- 1882 - Anne Bauchens, montatrice statunitense († 1967)
- 1882 - Friedrich Dollmann, generale tedesco († 1944)
- 1882 - James Joyce, scrittore, poeta e drammaturgo irlandese († 1941)
- 1882 - Knut Lindberg, velocista, giavellottista e multiplista svedese († 1961)
- 1882 - Leonard Meredith, ciclista su strada e pistard britannico († 1930)
- 1882 - Joseph Wedderburn, matematico scozzese († 1948)
- 1883 - Michail Fabianovič Gnesin, compositore russo († 1957)
- 1883 - Johnston McCulley, scrittore e sceneggiatore statunitense († 1958)
- 1883 - Arthur Nordlie, politico, arbitro di calcio e dirigente sportivo norvegese († 1965)
- 1883 - Pericle Pagliani, maratoneta italiano († 1932)
- 1883 - S.Z. Sakall, attore ungherese († 1955)
- 1884 - Emanuel Benda, calciatore boemo
- 1884 - Ernesto de' Conno, chimico italiano († 1949)
- 1884 - Julius Deutsch, politico e pubblicista austriaco († 1968)
- 1884 - Józef Turczyński, pianista, docente e musicologo polacco († 1953)
- 1884 - Guy de Luget, schermidore francese († 1961)
- 1885 - Paul-Emile Bécat, pittore, incisore e disegnatore francese († 1960)
- 1885 - Michail Vasil'evič Frunze, rivoluzionario e militare sovietico († 1925)
- 1885 - Aldo Palazzeschi, scrittore e poeta italiano († 1974)
- 1885 - Karel Treybal, scacchista cecoslovacco († 1941)
- 1886 - William Rose Benét, poeta statunitense († 1950)
- 1886 - Peter Freuchen, esploratore, antropologo e scrittore danese († 1957)
- 1886 - Luigi Camillo Fumagalli, politico italiano († 1969)
- 1886 - Frank Lloyd, regista, sceneggiatore e produttore cinematografico scozzese († 1960)
- 1886 - Calogero Tumminelli, editore e tipografo italiano († 1945)
- 1887 - Oswald Carver, canottiere britannico († 1915)
- 1887 - Julio Chulilla Gazol, calciatore e editore spagnolo († 1960)
- 1887 - Ernst Hanfstaengl, imprenditore tedesco († 1975)
- 1887 - Stefano Pittaluga, produttore cinematografico e editore italiano († 1931)
- 1887 - Mario Roatta, generale e agente segreto italiano († 1968)
- 1888 - Thomas Balvay, arbitro di calcio francese († 1945)
- 1888 - Gino Borgatta, economista italiano († 1949)
- 1888 - Adolphe Hélière, ciclista su strada francese († 1910)
- 1889 - Rajkumari Amrit Kaur, politica e attivista indiana († 1964)
- 1889 - Jean de Lattre de Tassigny, generale francese († 1952)
- 1889 - Dorothy Macardle, scrittrice, drammaturga e storica irlandese († 1958)
- 1889 - Carlo Pisacane, attore italiano († 1974)
- 1890 - Aldo Borelli, giornalista italiano († 1965)
- 1890 - Alexandru Ioanițiu, generale rumeno († 1941)
- 1890 - Robert Kurrle, direttore della fotografia statunitense († 1932)
- 1890 - Maria Maltoni, insegnante italiana († 1964)
- 1890 - Massimo Pianforini, attore italiano († 1966)
- 1891 - Filippo Amedeo, politico e operaio italiano († 1946)
- 1891 - Jack Dillon, pugile statunitense († 1942)
- 1891 - Antonio Segni, politico italiano († 1972)
- 1891 - Pascual Somma, calciatore uruguaiano († 1930)
- 1891 - Lawrence Whitney, pesista e discobolo statunitense († 1941)
- 1892 - Umberto Calcinai, rugbista a 15 e allenatore di rugby a 15 neozelandese († 1963)
- 1892 - Cuno Hoffmeister, astronomo tedesco († 1968)
- 1892 - Francesco Marzolo, ingegnere italiano († 1982)
- 1893 - Bruno Fallaci, giornalista italiano († 1972)
- 1893 - Otto Fretter-Pico, generale tedesco († 1966)
- 1893 - Cornelius Lanczos, matematico e fisico ungherese († 1974)
- 1893 - Guido Natoli, politico italiano († 1966)
- 1893 - Dick Pym, calciatore inglese († 1988)
- 1893 - Damdiny Sùchbaatar, rivoluzionario, generale e politico mongolo († 1923)
- 1894 - William Aitken, allenatore di calcio scozzese († 1973)
- 1894 - John D. Dingell, Sr., politico statunitense († 1955)
- 1894 - Giovanni March, pittore italiano († 1974)
- 1895 - Nedeljko Čabrinović, rivoluzionario serbo († 1916)
- 1895 - Antonio Cavinato, mineralogista e politico italiano († 1991)
- 1895 - George Halas, allenatore di football americano e giocatore di football americano statunitense († 1983)
- 1895 - Friedrich Jeckeln, generale e poliziotto tedesco († 1946)
- 1896 - Leopold De Groof, calciatore belga († 1984)
- 1896 - Kazimierz Kuratowski, matematico polacco († 1980)
- 1897 - Giuseppe Biagi, militare e esploratore italiano († 1965)
- 1897 - Gertrude Blanch, matematica russa († 1996)
- 1897 - Renato Cialente, attore italiano († 1943)
- 1897 - Patrick Mary O'Donnell, arcivescovo cattolico e missionario irlandese († 1980)
- 1897 - Ossi Oswalda, attrice tedesca († 1947)
- 1897 - Ulises Poirier, calciatore cileno († 1977)
- 1897 - Fernando de Jesus, calciatore portoghese
- 1898 - Ralph Ceder, regista e sceneggiatore statunitense († 1951)
- 1898 - Attila Molnár, calciatore rumeno
- 1898 - Vinko Radić, calciatore jugoslavo († 1945)
- 1898 - Harry Storer Jr., calciatore, allenatore di calcio e crickettista inglese († 1967)
- 1898 - Stanko Tavčar, calciatore jugoslavo († 1945)
- 1898 - Antal Zirczy, schermidore ungherese († 1996)
- 1898 - Pietro Zuccarino, vescovo cattolico italiano († 1973)
- 1899 - Rodolfo Carabelli, militare italiano († 1936)
- 1899 - Mannus Franken, regista e sceneggiatore olandese († 1953)
- 1899 - Wolfgang Gröbner, matematico austriaco († 1980)
- 1899 - Maria Rosada, montatrice italiana († 1970)
- 1900 - Giannetto Bezzecchi, calciatore italiano († 1961)
- 1900 - Anatolij Golovnja, direttore della fotografia sovietico († 1982)
- 1900 - Gorella Gori, attrice italiana († 1963)
- 1900 - Guido Olivares, calciatore italiano
- 1900 - Clarence Pinkston, tuffatore statunitense († 1961)
- 1900 - Eino Purje, mezzofondista finlandese († 1984)
- 1900 - Giuseppe Tosi, calciatore italiano († 1981)
- 1900 - Francesco Valli, storico e biografo italiano († 1978)

## XX secolo(1042)
- 1901 - Connie Gilchrist, attrice statunitense († 1985)
- 1901 - Jascha Heifetz, violinista russo († 1987)
- 1901 - Alberto Sartoris, architetto italiano († 1998)
- 1901 - Luigi Filippo di Thurn und Taxis, principe tedesco († 1933)
- 1902 - Thomas Müller, militare tedesco († 1945)
- 1902 - Marcello Neri, ciclista su strada italiano († 1993)
- 1902 - Ada Maria Pellacani, scrittrice, giornalista e poetessa italiana († 2004)
- 1902 - Erwin Rösener, generale e criminale di guerra tedesco († 1946)
- 1902 - Josep Samitier, calciatore e allenatore di calcio spagnolo († 1972)
- 1902 - Illés Spitz, allenatore di calcio e calciatore ungherese († 1961)
- 1902 - Renato Tozzi Condivi, politico e avvocato italiano († 1977)
- 1903 - Hughie Gallacher, calciatore scozzese († 1957)
- 1903 - Arkādijs Pavlovs, calciatore lettone († 1960)
- 1903 - Iris Stuart, attrice statunitense († 1936)
- 1903 - Gerrit Visser, calciatore olandese († 1984)
- 1903 - Bartel Leendert van der Waerden, matematico olandese († 1996)
- 1903 - Aldo Zanotta, militare italiano († 1940)
- 1904 - Peter Blos, psicoanalista tedesco († 1997)
- 1904 - Valerij Pavlovič Čkalov, pioniere dell'aviazione sovietico († 1938)
- 1904 - André Ferré, poeta italiano († 1954)
- 1904 - Paola Marchetti, compositrice e pianista italiana († 1942)
- 1904 - Helen Rose, costumista statunitense († 1985)
- 1904 - Andreina Sacco, altista, ginnasta e cestista italiana († 1988)
- 1904 - Stefano Santamaria, calciatore italiano († 1982)
- 1904 - Piero Thiella, calciatore italiano
- 1905 - Luigi Asquasciati, poeta italiano († 1986)
- 1905 - Roberto Cortés, calciatore cileno († 1975)
- 1905 - Alfonso Crippa, ciclista su strada italiano († 1983)
- 1905 - Antonio Prieto, attore spagnolo († 1965)
- 1905 - Ayn Rand, scrittrice, filosofa e sceneggiatrice statunitense († 1982)
- 1905 - Friedrich Wilhelm Ruppert, militare tedesco († 1946)
- 1906 - Gösta Carlsson, ciclista su strada svedese († 1992)
- 1906 - Harold Rosenberg, critico d'arte statunitense († 1978)
- 1906 - Egidio Vagnozzi, cardinale e arcivescovo cattolico italiano († 1980)
- 1907 - Riccardo Morbelli, drammaturgo, sceneggiatore e paroliere italiano († 1966)
- 1907 - Marija Kirillovna Romanova, nobile russo († 1951)
- 1907 - Hugh Sutherland, hockeista su ghiaccio canadese († 1990)
- 1908 - Wes Ferrell, giocatore di baseball statunitense († 1976)
- 1908 - Gilberto Pogliano, calciatore italiano († 2002)
- 1908 - Renzo Rossellini, compositore e critico musicale italiano († 1982)
- 1909 - Frank Albertson, attore statunitense († 1964)
- 1909 - Roderick Barclay, diplomatico e banchiere inglese († 1996)
- 1909 - Judith Barrett, attrice statunitense († 2000)
- 1909 - Luigi Crocco, ingegnere italiano († 1986)
- 1909 - Mario Dalfini, calciatore italiano
- 1909 - Michel Nguyễn Khắc Ngữ, vescovo cattolico vietnamita († 2009)
- 1909 - António Soares, calciatore portoghese
- 1910 - Vladimir Ivanovič Gončukov, regista cinematografico sovietico († 1956)
- 1910 - Benvenuto Matteucci, arcivescovo cattolico italiano († 1993)
- 1910 - Albert Rohrbacher, calciatore francese († 1976)
- 1911 - Jolando Nuzzi, vescovo cattolico italiano († 1986)
- 1911 - Richard O'Kane, ammiraglio statunitense († 1994)
- 1911 - Adriano Sicbaldi, pittore italiano († 2007)
- 1912 - Bruno Caneva, saltatore con gli sci e militare italiano († 2003)
- 1912 - Millvina Dean, inglese († 2009)
- 1912 - Wilhelm Joswig, militare e aviatore tedesco († 1989)
- 1913 - Fred Apostoli, pugile statunitense († 1973)
- 1913 - Masanobu Fukuoka, botanico e filosofo giapponese († 2008)
- 1913 - Moose Krause, cestista, giocatore di football americano e allenatore di pallacanestro statunitense († 1992)
- 1913 - Giambattista Lapucci, militare italiano († 1936)
- 1913 - Carlos A. Petit, sceneggiatore argentino († 1993)
- 1913 - Gerasim Dmitrievič Pileš, pittore, scultore e scrittore russo († 1994)
- 1913 - Henriette von Schirach, scrittrice tedesca († 1992)
- 1913 - Angelo Raimondo Verardo, vescovo cattolico italiano († 1999)
- 1913 - Pietro Zampetti, storico dell'arte e critico d'arte italiano († 2011)
- 1913 - Egidio Zanvettor, calciatore italiano († 1943)
- 1914 - Alessandra Adari, attrice italiana († 1993)
- 1914 - Farhat Hached, sindacalista tunisino († 1952)
- 1915 - Abba Eban, politico e diplomatico sudafricano († 2002)
- 1915 - Andrea Forzano, regista e sceneggiatore italiano († 1992)
- 1915 - Carlos Prats, generale e politico cileno († 1974)
- 1915 - Eddie Sadowski, cestista statunitense († 1992)
- 1915 - Khushwant Singh, scrittore indiano († 2014)
- 1916 - William Dufty, scrittore statunitense († 2002)
- 1916 - Silvana Jachino, attrice italiana († 2004)
- 1916 - Riza Lushta, calciatore albanese († 1997)
- 1916 - Giuseppe Oblach, militare e aviatore italiano († 1942)
- 1917 - Uccio Bandello, cantante italiano († 1998)
- 1917 - Mary Ellis, aviatrice britannica († 2018)
- 1917 - Kishan Lal, hockeista su prato indiano († 1980)
- 1917 - Jule Rivlin, cestista e allenatore di pallacanestro statunitense († 2002)
- 1917 - Giuseppe Tontodonati, poeta italiano († 1989)
- 1917 - Đỗ Mười, politico vietnamita († 2018)
- 1918 - Hella Haasse, scrittrice olandese († 2011)
- 1918 - Husayn al-Shafi'i, militare e politico egiziano († 2005)
- 1919 - Aldo Caron, scultore italiano († 2006)
- 1919 - Carlo D'Angelo, attore e doppiatore italiano († 1973)
- 1919 - Lisa Della Casa, soprano svizzero († 2012)
- 1919 - Ferrante Rittatore Vonwiller, archeologo italiano († 1976)
- 1919 - Tullia Zevi, giornalista e scrittrice italiana († 2011)
- 1920 - Jean Goldschmit, ciclista su strada e ciclocrossista lussemburghese († 1994)
- 1920 - Hughie Green, conduttore televisivo, attore e produttore televisivo britannico († 1997)
- 1920 - George Hardwick, allenatore di calcio e calciatore inglese († 2004)
- 1920 - Yuriko, ballerina e coreografa statunitense († 2022)
- 1920 - Roy McKay, giocatore di football americano statunitense († 1969)
- 1920 - Joe Mondragon, contrabbassista statunitense († 1987)
- 1920 - Virgilio Nicoli, calciatore italiano
- 1920 - Heikki Suolahti, compositore finlandese († 1936)
- 1921 - Pietro Cascella, scultore e pittore italiano († 2008)
- 1921 - Neslişah Sultan, principessa ottomana († 2012)
- 1921 - Bob O'Shaughnessy, cestista statunitense († 1995)
- 1921 - Natale Pisicchio, politico italiano († 2005)
- 1921 - Remo Salati, politico italiano († 2001)
- 1921 - Hyacinthe Thiandoum, cardinale e arcivescovo cattolico senegalese († 2004)
- 1921 - Charles Welch, attore statunitense († 2004)
- 1922 - Lidio Bozzini, giornalista, editore e partigiano italiano († 2006)
- 1922 - Pietro Carapellucci, tenore, cantore e direttore di coro italiano († 1993)
- 1922 - Robert Chef d'Hôtel, velocista e mezzofondista francese († 2019)
- 1922 - Benedetto Del Castillo, politico e avvocato italiano († 1996)
- 1922 - José Juncosa, calciatore e allenatore di calcio spagnolo († 2003)
- 1922 - Stojanka Mutafova, attrice bulgara († 2019)
- 1922 - James Usry, cestista e politico statunitense († 2002)
- 1923 - Renato Bialetti, imprenditore italiano († 2016)
- 1923 - Robert Blanchard, cestista e arbitro di pallacanestro francese († 2016)
- 1923 - James Dickey, scrittore e poeta statunitense († 1997)
- 1923 - Svetozar Gligorić, scacchista e giornalista serbo († 2012)
- 1923 - Bonita Granville, attrice statunitense († 1988)
- 1923 - Carlo Meluccio, pittore e medico italiano († 2021)
- 1923 - Mauro Pennacchio, avvocato e politico italiano († 2017)
- 1923 - Giovanni Rizza, archeologo italiano († 2011)
- 1924 - Baldassare Armato, sindacalista e politico italiano († 2009)
- 1924 - Elfi von Dassanowsky, mezzosoprano, pianista e produttrice cinematografica austriaca († 2007)
- 1924 - Carlo Enrici, attore italiano († 2018)
- 1924 - Luciano Lenti, politico e partigiano italiano († 2007)
- 1924 - Warren Perkins, cestista statunitense († 2014)
- 1924 - Sonny Stitt, sassofonista statunitense († 1982)
- 1925 - Miklós Holop, pallanuotista ungherese († 2017)
- 1925 - Adesio Lombardo, cestista uruguaiano
- 1925 - Elaine Stritch, attrice e cantante statunitense († 2014)
- 1926 - Philippe Chatrier, tennista, giornalista e dirigente sportivo francese († 2000)
- 1926 - Valéry Giscard d'Estaing, politico francese († 2020)
- 1926 - Miriam Mafai, giornalista, scrittrice e politica italiana († 2012)
- 1926 - Miguel Obando Y Bravo, cardinale e arcivescovo cattolico nicaraguense († 2018)
- 1926 - Fritz Stern, storico tedesco († 2016)
- 1926 - Sung Nak-woon, calciatore sudcoreano († 1997)
- 1926 - Luigi Veronelli, gastronomo, giornalista e editore italiano († 2004)
- 1927 - Mario Barellini, politico italiano
- 1927 - Lido Bettarini, pittore italiano († 2019)
- 1927 - Stan Getz, sassofonista statunitense († 1991)
- 1927 - Li Soo-nam, calciatore sudcoreano († 1984)
- 1927 - Román Matito, calciatore spagnolo († 2006)
- 1928 - Ilvo Bozzi, calciatore italiano († 2005)
- 1928 - Pietro Broccini, allenatore di calcio e calciatore italiano († 2006)
- 1928 - Ciriaco De Mita, politico italiano († 2022)
- 1928 - Raimundo Infante, calciatore cileno († 1986)
- 1928 - Al Miksis, cestista statunitense († 2012)
- 1928 - Franco Moretti, calciatore italiano († 2013)
- 1928 - Felix Pirani, fisico britannico († 2015)
- 1928 - Luigi Stefani, generale italiano († 2024)
- 1929 - Sheila Allen, attrice statunitense († 2013)
- 1929 - George Band, alpinista e geologo britannico († 2011)
- 1929 - Věra Chytilová, regista ceca († 2014)
- 1929 - Romano Corsini, fantino italiano († 2013)
- 1929 - John Henry Holland, fisico, matematico e informatico statunitense († 2015)
- 1929 - Bruce Kirby, inventore, designer e velista canadese († 2021)
- 1929 - Carlos Alberto Lacoste, ammiraglio e politico argentino († 2004)
- 1929 - Igino Lazzari, giornalista e critico musicale italiano († 2000)
- 1929 - Giovanni Narzisi, regista, sceneggiatore e direttore della fotografia italiano
- 1929 - Don Rope, hockeista su ghiaccio canadese († 2009)
- 1930 - Bobby Dillon, giocatore di football americano statunitense († 2019)
- 1930 - C.M. Newton, allenatore di pallacanestro, cestista e giocatore di baseball statunitense († 2018)
- 1931 - Dries van Agt, avvocato, insegnante e diplomatico olandese († 2024)
- 1931 - Ugo Anzile, ciclista su strada italiano († 2010)
- 1931 - Walter Burkert, storico delle religioni e filologo classico tedesco († 2015)
- 1931 - Francesco Cuttone, fantino italiano († 1978)
- 1931 - Dorian Gray, attrice italiana († 2011)
- 1931 - Antonio Niedda, poliziotto e militare italiano († 1975)
- 1931 - Judith Viorst, giornalista e scrittrice statunitense
- 1932 - Arthur Lyman, musicista statunitense († 2002)
- 1932 - Robert Mandan, attore statunitense († 2018)
- 1932 - Giuseppe Radaelli, calciatore italiano († 2020)
- 1932 - Jens Jørgen Thorsen, pittore, regista e musicista danese († 2000)
- 1932 - Hélène Vallier, attrice francese († 1988)
- 1933 - M'el Dowd, attrice e cantante statunitense († 2012)
- 1933 - Bruno Garzena, calciatore italiano († 2024)
- 1933 - Marlyse Haessig, ex cestista francese
- 1933 - Tony Jay, attore e doppiatore britannico († 2006)
- 1933 - Orlando Cachaíto López, contrabbassista cubano († 2009)
- 1933 - Silvio Maestranzi, regista e sceneggiatore italiano
- 1933 - Emilio Ravel, giornalista, autore televisivo e scrittore italiano († 2018)
- 1933 - Raúl Carlos Sanguineti, scacchista argentino († 2000)
- 1933 - Daphne Seeney, tennista australiana († 2020)
- 1933 - Than Shwe, generale e politico birmano
- 1934 - Cristiano Censi, attore e insegnante italiano († 2017)
- 1934 - Otar Ioseliani, regista, sceneggiatore e montatore georgiano († 2023)
- 1934 - Hari Pal Kaushik, hockeista su prato indiano († 2018)
- 1934 - Renato Riverso, dirigente d'azienda e banchiere italiano
- 1934 - Guerrino Rossi, calciatore italiano († 1996)
- 1934 - Julia Sampson, tennista statunitense († 2011)
- 1935 - Elga Andersen, modella e attrice tedesca († 1994)
- 1935 - Jerry Bird, cestista statunitense († 2017)
- 1935 - Junko Hori, attrice e doppiatrice giapponese († 2024)
- 1935 - Gaspare Jean, medico, ematologo e politico italiano († 2019)
- 1935 - Juliusz Paetz, arcivescovo cattolico polacco († 2019)
- 1935 - Alex Parker, calciatore scozzese († 2010)
- 1935 - Daryush Shayegan, filosofo e romanziere iraniano († 2018)
- 1935 - Marilee Stepan, nuotatrice statunitense († 2021)
- 1935 - Michel Subor, attore francese († 2022)
- 1935 - Inga-Britt Söderberg, modella finlandese († 2019)
- 1935 - Jean-Louis Verdier, matematico francese († 1989)
- 1936 - Carlo Delle Piane, attore italiano († 2019)
- 1936 - Fermo Favini, dirigente sportivo e calciatore italiano († 2019)
- 1936 - Aïché Nana, ballerina e attrice turca († 2014)
- 1936 - Metin Oktay, calciatore turco († 1991)
- 1936 - Tony Ryan, imprenditore e manager irlandese († 2007)
- 1936 - Arnold Squitieri, mafioso statunitense († 2022)
- 1937 - Lea Ackermann, attivista tedesca († 2023)
- 1937 - Leszek Arent, cestista polacco († 2016)
- 1937 - Martina Arroyo, soprano statunitense
- 1937 - Antonio De Bellis, ex calciatore e allenatore di calcio italiano
- 1937 - Eric Arturo Delvalle, politico e imprenditore panamense († 2015)
- 1937 - Boris Gurevič, lottatore sovietico († 2020)
- 1937 - Carl Richard Hagen, fisico statunitense
- 1937 - Duane Jones, attore statunitense († 1988)
- 1937 - Roberto Marelli, attore, scrittore e conduttore televisivo italiano
- 1937 - Zacharie Noah, calciatore camerunese († 2017)
- 1938 - Norman Fowler, barone Fowler, politico britannico
- 1938 - Valerius Geist, biologo, zoologo e etologo canadese († 2021)
- 1938 - Bo Hopkins, attore statunitense († 2022)
- 1938 - Domingo Lejona, ex calciatore argentino
- 1938 - Sergio Ortega, compositore e pianista cileno († 2003)
- 1938 - Meechai Ruchuphan, politico thailandese
- 1938 - Antonio Rugiero, politico italiano
- 1938 - Dave Thomson, calciatore scozzese († 2016)
- 1938 - Haruya Yamazaki, sceneggiatore giapponese († 2002)
- 1939 - Ben Acheampong, calciatore ghanese († 2019)
- 1939 - Karl-Åke Asph, ex fondista svedese
- 1939 - Lucio Avigo, rugbista a 15 e allenatore di rugby a 15 italiano († 2008)
- 1939 - Jackie Burroughs, attrice, doppiatrice e regista britannica († 2010)
- 1939 - Agostino De Nardi, ex calciatore italiano
- 1939 - Flora Gallo, cantante e paroliera italiana
- 1939 - Cristina Grado, attrice, doppiatrice e direttrice del doppiaggio italiana († 2016)
- 1939 - Valerij Kravčenko, pallavolista sovietico († 1996)
- 1939 - Marcin Libicki, politico polacco
- 1939 - Allen Midgette, pittore e attore statunitense († 2021)
- 1939 - João César Monteiro, regista, sceneggiatore e attore portoghese († 2003)
- 1939 - Dale Mortensen, economista statunitense († 2014)
- 1939 - Adolf Prokop, arbitro di calcio tedesco
- 1939 - John A. Russo, sceneggiatore e regista statunitense
- 1939 - John R. Taylor, fisico e divulgatore scientifico britannico
- 1939 - Mario Valentini, politico italiano
- 1940 - Svetlana Baranova-Sodatova, ex schermitrice sovietica
- 1940 - Thomas M. Disch, scrittore e poeta statunitense († 2008)
- 1940 - Aura Elena Farfàn, attivista guatemalteca
- 1940 - Deanna Milvia Frosini, pittrice e attrice italiana († 2021)
- 1940 - María Luz Galicia, attrice spagnola
- 1940 - Marvin Hinton, inglese
- 1940 - Charles Horvath, ex calciatore ungherese
- 1940 - David Jason, attore, comico e doppiatore britannico
- 1940 - Helga Schultze, tennista tedesca († 2015)
- 1940 - James Blood Ulmer, chitarrista e cantante statunitense
- 1941 - Gail Collins, cantautrice e artista statunitense († 2013)
- 1941 - Marian Dudziak, ex velocista polacco
- 1941 - Ilario Floresta, politico italiano
- 1941 - Emmanuel Kofie, calciatore ghanese († 2020)
- 1941 - Evgenij Mišakov, hockeista su ghiaccio sovietico († 2007)
- 1941 - Luisa Passerini, storica italiana
- 1941 - Lee Redmond, personaggio televisivo statunitense († 2023)
- 1941 - Domenico Romano Carratelli, avvocato e politico italiano († 2020)
- 1941 - Renzo Ulivieri, allenatore di calcio e politico italiano
- 1941 - Serge Čerepnin, compositore statunitense
- 1942 - Ed Bogas, musicista statunitense
- 1942 - Trygve Bornø, calciatore e dirigente sportivo norvegese († 2024)
- 1942 - Barry Diller, imprenditore e produttore cinematografico statunitense
- 1942 - Roger Hynd, allenatore di calcio e calciatore scozzese († 2017)
- 1942 - Graham Nash, cantautore, compositore e fotografo britannico
- 1942 - Sharada del Nepal, principessa nepalese († 2001)
- 1942 - Fabrizio Soccorsi, medico italiano († 2021)
- 1942 - Giuliano Zoso, politico italiano
- 1943 - Aytekin Akkaya, attore, sceneggiatore e regista turco
- 1943 - Maria Attanasio, poetessa e scrittrice italiana
- 1943 - Dieter Braun, pilota motociclistico tedesco
- 1943 - Gary Dornhoefer, ex hockeista su ghiaccio canadese
- 1943 - Paolo Garimberti, giornalista, dirigente pubblico e dirigente sportivo italiano
- 1943 - Klaus Lisiewicz, ex calciatore tedesco orientale
- 1943 - Nico Lo Muto, cantante italiano († 2018)
- 1943 - Ornella Pozzolo, scrittrice e poetessa italiana
- 1943 - José Ramón Ramos, cestista spagnolo († 2024)
- 1943 - Marc Richir, filosofo belga († 2015)
- 1943 - Maria Beatrice di Savoia, principessa italiana
- 1944 - Jean-Claude Brondani, ex judoka francese
- 1944 - Antonio Cantafora, attore italiano († 2024)
- 1944 - Andrew Davis, direttore d'orchestra britannico († 2024)
- 1944 - Antonio Garrido, golfista spagnolo
- 1944 - Norbert Hof, calciatore austriaco († 2020)
- 1944 - Geoffrey Hughes, attore britannico († 2012)
- 1944 - Oscar Malbernat, allenatore di calcio e calciatore argentino († 2019)
- 1944 - Ashraf Marwan, imprenditore, agente segreto e politico egiziano († 2007)
- 1944 - Oqil Oqilov, politico tagiko
- 1944 - Ratko Perić, vescovo cattolico croato
- 1944 - Daniela Serpilli, ex nuotatrice italiana
- 1944 - Mehrab Shahrokhi, calciatore iraniano († 1993)
- 1945 - Robert Atzorn, attore tedesco
- 1945 - János Bagócs, sollevatore ungherese
- 1945 - Beniamino Battistella, ex hockeista su pista e allenatore di hockey su pista italiano
- 1945 - Ángel Brunell, ex calciatore uruguaiano
- 1945 - Jacques Dimont, schermidore francese († 1994)
- 1945 - Jemal Kherkhadze, allenatore di calcio e calciatore sovietico († 2019)
- 1945 - Paul Nguyễn Thái Hợp, vescovo cattolico vietnamita
- 1945 - Yaw Sam, ex calciatore ghanese
- 1945 - Jim Townsend, calciatore scozzese († 2020)
- 1945 - Antonio Veschetti, ex calciatore italiano
- 1946 - Isaias Afewerki, politico eritreo
- 1946 - Ignazio Aloisi, italiano († 1991)
- 1946 - Gunder Bengtsson, allenatore di calcio svedese († 2019)
- 1946 - Chang Sung-taek, politico nordcoreano († 2013)
- 1946 - Blake Clark, attore, doppiatore e sceneggiatore statunitense
- 1946 - Robert Clark, artista marziale britannico († 2012)
- 1946 - John J. Collins, biblista irlandese
- 1946 - Fernando Colomo, regista, sceneggiatore e produttore cinematografico spagnolo
- 1946 - J.E. Freeman, attore e poeta statunitense († 2014)
- 1946 - Alpha Oumar Konaré, politico maliano
- 1946 - Tony Lawrence, ex calciatore inglese
- 1946 - Nicola Monfredi, politico e avvocato italiano († 1985)
- 1946 - Gerrie Mühren, calciatore olandese († 2013)
- 1947 - Greg Antonacci, attore, regista e produttore cinematografico statunitense († 2017)
- 1947 - Antonio Ayala, ex cestista messicano
- 1947 - Jack Bergman, politico statunitense
- 1947 - Luciano Cagnin, politico italiano
- 1947 - Farrah Fawcett, attrice statunitense († 2009)
- 1947 - Gunter Henn, architetto, docente e ingegnere tedesco
- 1947 - Smaragde Mbonyintege, vescovo cattolico ruandese
- 1947 - Erling Mikkelsen, ex calciatore norvegese
- 1948 - Remi Adefarasin, direttore della fotografia britannico
- 1948 - Dave Clement, calciatore britannico († 1982)
- 1948 - Enrico Dioli, sindacalista e politico italiano († 2025)
- 1948 - Giuseppe Papadopulo, ex calciatore e allenatore di calcio italiano
- 1948 - Gildo Rizzato, ex calciatore e dirigente sportivo italiano
- 1948 - Adriano Santini, generale italiano
- 1948 - Nicola Traini, allenatore di calcio e ex calciatore italiano
- 1948 - Romano Tumellero, ex ciclista su strada italiano
- 1948 - Roger Williamson, pilota automobilistico inglese († 1973)
- 1949 - Mauro Agretti, calciatore italiano († 2017)
- 1949 - Dan Cristea, ex sciatore alpino rumeno
- 1949 - Francesco D'Adamo, scrittore italiano
- 1949 - Carlo Favre, ex fondista italiano
- 1949 - Mitchell Ivey, ex nuotatore statunitense
- 1949 - John McAreavey, vescovo cattolico britannico
- 1949 - Jack McGee, attore statunitense
- 1949 - Peggy Michel, ex tennista statunitense
- 1949 - Yasuko Namba, alpinista giapponese († 1996)
- 1949 - Junzō Okudaira, terrorista giapponese
- 1949 - Phùng Quang Thanh, generale e politico vietnamita († 2021)
- 1949 - Bill Robinson, cestista canadese († 2020)
- 1949 - Vivian Silver, attivista canadese († 2023)
- 1949 - Giuliano Sonzogni, allenatore di calcio italiano
- 1949 - Brent Spiner, attore statunitense
- 1949 - Ross Valory, bassista statunitense
- 1950 - Bárbara Rey, attrice cinematografica, modella e conduttrice televisiva spagnola
- 1950 - Bim Sherman, cantante e musicista giamaicano († 2000)
- 1950 - Barbara Sukowa, attrice e cantante tedesca
- 1950 - Genichiro Tenryu, ex wrestler e lottatore di sumo giapponese
- 1950 - Serafim Urechean, politico moldavo
- 1951 - Vaggelīs Alexandrīs, ex cestista e allenatore di pallacanestro greco
- 1951 - Edmondo Berselli, giornalista e scrittore italiano († 2010)
- 1951 - Elisabetta De Palo, attrice italiana
- 1951 - Gabriella Di Luzio, attrice italiana († 2016)
- 1951 - Alan Garner, calciatore inglese († 2020)
- 1951 - Alphonso Johnson, bassista statunitense
- 1951 - Zakayo Malekwa, ex giavellottista tanzaniano
- 1951 - Abdul-Fatah Nasif, ex calciatore iracheno
- 1952 - Dave Casper, ex giocatore di football americano statunitense
- 1952 - John Cornyn, politico statunitense
- 1952 - Rick Dufay, chitarrista francese
- 1952 - Thierry Espié, pilota motociclistico francese
- 1952 - Reinhard Häfner, allenatore di calcio e calciatore tedesco orientale († 2016)
- 1952 - Eitetsu Hayashi, musicista giapponese
- 1952 - Jérome Lejeune, musicologo belga
- 1952 - Andrew Linzey, teologo e presbitero inglese
- 1952 - Bill Mallon, medico, saggista e golfista statunitense
- 1952 - Ralph Merkle, crittografo statunitense
- 1952 - Fernando Morena, ex calciatore e allenatore di calcio uruguaiano
- 1952 - Roger Olson, teologo e pastore protestante statunitense
- 1952 - Park Geun-hye, politica sudcoreana
- 1952 - Carol Ann Susi, attrice statunitense († 2014)
- 1952 - Christiane Taubira, politica francese
- 1952 - Tiziana Weiss, alpinista italiana († 1978)
- 1953 - Sergio Borgo, dirigente sportivo, allenatore di calcio e ex calciatore italiano
- 1953 - Eric Carruthers, ex calciatore scozzese
- 1953 - Duane Chapman, personaggio televisivo e cacciatore di taglie statunitense
- 1953 - Renzo Cresti, storico e musicista italiano
- 1953 - Vladimir Kovalëv, ex pattinatore artistico su ghiaccio sovietico
- 1953 - Zdenko Križić, arcivescovo cattolico croato
- 1953 - Benno Magnusson, ex calciatore svedese
- 1953 - Rubino Rubini, regista teatrale italiano († 2011)
- 1954 - Christie Brinkley, supermodella statunitense
- 1954 - Ernesto Paulo, allenatore di calcio e ex giocatore di calcio a 5 brasiliano
- 1954 - Ida Dominijanni, giornalista, filosofa e storica italiana
- 1954 - Hansi Hinterseer, cantante, attore e ex sciatore alpino austriaco
- 1954 - Robin Jones, cestista statunitense († 2018)
- 1954 - Edoardo Montaina, fotografo italiano
- 1954 - Paul O'Dette, liutista e musicologo statunitense
- 1954 - Park Chang-sun, ex calciatore e allenatore di calcio sudcoreano
- 1954 - Sandro Petrone, giornalista, conduttore televisivo e cantautore italiano († 2020)
- 1954 - Lucia Rizzi, cantante italiana
- 1954 - Antonio Rizzo, politico italiano
- 1954 - Ljubov' Rusanova, ex nuotatrice sovietica
- 1954 - Louis Sclavis, clarinettista e compositore francese
- 1954 - Hadi Teherani, architetto tedesco
- 1954 - Sergio Quirino Valente, velista e avvocato italiano († 2021)
- 1955 - Jim Blyth, ex calciatore scozzese
- 1955 - Leszek Engelking, poeta, scrittore e traduttore polacco († 2022)
- 1955 - Paola Ghirotti, fotografa italiana
- 1955 - Bunny Godillot, attrice e regista francese
- 1955 - Mo Yan, scrittore e saggista cinese
- 1955 - Carlo Magrassi, generale e docente italiano
- 1955 - Jürg Röthlisberger, ex judoka svizzero
- 1955 - Thomas Schücke, attore tedesco
- 1955 - Michael Talbott, attore statunitense
- 1955 - Kim Zimmer, attrice statunitense
- 1956 - Jamal Ali, ex calciatore iracheno
- 1956 - Silvano Borgatta, musicista, arrangiatore e compositore italiano
- 1956 - Sabina Maria Cuneo, fotografa e etnografa italiana († 2016)
- 1956 - Geoffrey Onyeama, politico e avvocato nigeriano
- 1956 - Jean-François Lamour, politico e ex schermidore francese
- 1956 - Benedetto Lo Monaco, attore italiano
- 1956 - Adnan Oktar, predicatore turco
- 1956 - Paolo Petruccioli, giornalista italiano († 2013)
- 1956 - Ștefan Rusu, ex lottatore rumeno
- 1957 - Krystyna Bogdańska, ex cestista polacca
- 1957 - Nicola Cisternino, compositore e artista italiano
- 1957 - Rocco Gaetani, operaio, sindacalista e politico italiano († 2020)
- 1957 - Søren Lindsted, ex calciatore danese
- 1957 - Alessandro Sallusti, giornalista e opinionista italiano
- 1958 - Michel Marc Bouchard, drammaturgo e sceneggiatore canadese
- 1958 - Marco Brando, giornalista e saggista italiano
- 1958 - Guido De Angelis, giornalista, conduttore radiofonico e conduttore televisivo italiano
- 1958 - Paolo De Castro, politico e economista italiano
- 1958 - Paolo Del Debbio, saggista, giornalista e conduttore televisivo italiano
- 1958 - George Grigore, scrittore, traduttore e filologo romeno
- 1958 - Cristiana Lôbo, giornalista e conduttrice televisiva brasiliana († 2021)
- 1958 - Douglas McGrath, sceneggiatore, regista e attore statunitense († 2022)
- 1958 - Raymond Mifsud, ex calciatore maltese
- 1958 - Franke Sloothaak, cavaliere tedesco
- 1959 - Franklin Edwards, ex cestista statunitense
- 1959 - Pieralfonso Fratta Pasini, politico italiano
- 1959 - Gilbert Armea Garcera, arcivescovo cattolico filippino
- 1959 - Gabriella Golia, annunciatrice televisiva e conduttrice televisiva italiana
- 1959 - Hubertus von Hohenlohe, sciatore alpino, dirigente sportivo e cantante messicano
- 1959 - Clarence Kea, ex cestista statunitense
- 1959 - Lenine, cantautore, musicista e produttore discografico brasiliano
- 1959 - Dexter Manley, ex giocatore di football americano statunitense
- 1959 - Kevin Robertson, ex pallanuotista statunitense
- 1959 - Stefano Scansani, giornalista e scrittore italiano
- 1959 - Michael Wachtler, scrittore italiano
- 1960 - Daniel Ahumada, ex calciatore cileno
- 1960 - Marco Calgaro, politico italiano
- 1960 - Cecilia Chailly, arpista, compositrice e cantante italiana
- 1960 - Raffaele Grassi, poliziotto e prefetto italiano
- 1960 - Brian Marwood, ex calciatore e dirigente sportivo inglese
- 1960 - Doug Morrison, ex hockeista su ghiaccio canadese
- 1960 - Daniel Palladino, sceneggiatore e produttore televisivo statunitense
- 1960 - Maurizio Palomba, psicologo italiano († 2018)
- 1960 - Claudio Panatta, ex tennista italiano
- 1960 - Abel Resino, ex calciatore e allenatore di calcio spagnolo
- 1960 - Alberto Torresin, ex calciatore italiano
- 1960 - Olivier Wieviorka, storico francese
- 1961 - Rhonda Sing, wrestler canadese († 2001)
- 1961 - Lauren Lane, attrice statunitense
- 1961 - Riyad al-As'ad, militare siriano
- 1961 - Lars Olsen, allenatore di calcio, ex calciatore e ex giocatore di calcio a 5 danese
- 1961 - Cesare Pellegrino, ex pallavolista e allenatore di pallavolo italiano
- 1961 - Andrea Raschèr, giurista e giornalista svizzero
- 1962 - Kátia Abreu, politica, imprenditrice e psicologa brasiliana
- 1962 - Philippe Claudel, scrittore, saggista e regista francese
- 1962 - Augusto Gabriele, ex calciatore italiano
- 1962 - Mustapha Moussa, pugile algerino († 2024)
- 1962 - Thomas Luke Msusa, arcivescovo cattolico malawiano
- 1962 - Anne-Flore Rey, ex sciatrice alpina francese
- 1962 - Patrick Serra, ciclista su strada svedese († 2013)
- 1962 - Ben Testerman, ex tennista statunitense
- 1962 - Michael T. Weiss, attore statunitense
- 1963 - Ruggero Bagialemani, ex giocatore di baseball e allenatore di baseball italiano
- 1963 - Eva Cassidy, cantante statunitense († 1996)
- 1963 - Bent Egsmark Christensen, allenatore di calcio, ex calciatore e ex giocatore di calcio a 5 danese
- 1963 - Karin Dedler, ex sciatrice alpina tedesca
- 1963 - France Joli, cantante canadese
- 1963 - Andrej Kiska, imprenditore e politico slovacco
- 1963 - Peter Lundgren, politico svedese
- 1963 - Juan Ramón Marrero, ex cestista spagnolo
- 1963 - Marie-Claude Pietragalla, ex ballerina, coreografa e direttrice artistica francese
- 1963 - Giacomo Tranchida, politico italiano
- 1963 - Huberta Wolf, ex sciatrice alpina austriaca
- 1963 - Steve Wood, ex calciatore inglese
- 1963 - Riza Çalimbay, allenatore di calcio e ex calciatore turco
- 1964 - Igor' Boldin, ex hockeista su ghiaccio russo
- 1964 - Maria Grazia Chiuri, stilista italiana
- 1964 - Ibrahim Faltas, francescano egiziano
- 1964 - Pierangelo Giovanetti, giornalista italiano
- 1964 - Billy Kennedy, allenatore di pallacanestro statunitense
- 1964 - John Pescatore, ex canottiere statunitense
- 1964 - Laura Poitras, regista e produttrice cinematografica statunitense
- 1965 - Paolo Baldieri, ex calciatore italiano
- 1965 - Kellye Cash, modella statunitense
- 1965 - Cady Huffman, attrice e cantante statunitense
- 1965 - Juan Montiel, ex giocatore di calcio a 5 paraguaiano
- 1965 - Svetlana Nagejkina, ex fondista russa
- 1965 - Enrico Salimbeni, attore italiano
- 1966 - Sakīs Andreou, ex calciatore cipriota
- 1966 - Robert DeLeo, musicista statunitense
- 1966 - Adam Ferrara, attore e conduttore televisivo statunitense
- 1966 - Marzena Frąszczak, ex cestista polacca
- 1966 - Scott Haffner, ex cestista statunitense
- 1966 - Robert Hedin, ex pallamanista e allenatore di pallamano svedese
- 1966 - Richard Morton, ex cestista e allenatore di pallacanestro statunitense
- 1966 - Blas Romero, ex calciatore paraguaiano
- 1966 - Giovanni Spataro, ex cestista italiano
- 1966 - Kazuya Tsurumaki, regista, animatore e sceneggiatore giapponese
- 1966 - Giulia Weber, attrice italiana
- 1966 - Mohammad Ali Zolfigol, docente e politico iraniano
- 1966 - Andrej Česnokov, ex tennista sovietico
- 1967 - Richard Scott Bakker, scrittore canadese
- 1967 - Roberto Ceriotti, attore e conduttore televisivo italiano
- 1967 - Iulian Chiriță, ex calciatore rumeno
- 1967 - Doc Hammer, doppiatore, musicista e sceneggiatore statunitense
- 1967 - Artūrs Irbe, ex hockeista su ghiaccio e allenatore di hockey su ghiaccio lettone
- 1967 - Jenny Lumet, attrice, sceneggiatrice e produttrice televisiva statunitense
- 1967 - Edu Manga, ex calciatore brasiliano
- 1967 - Laurent Nkunda, generale della Repubblica Democratica del Congo
- 1967 - Volodymyr Obichod, ex giocatore di calcio a 5 ucraino
- 1967 - Fatih Portakal, conduttore televisivo e giornalista turco
- 1967 - Mergin Sina, ex cestista e allenatore di pallacanestro statunitense
- 1968 - Michael Arias, regista, produttore cinematografico e effettista statunitense
- 1968 - Joanna Bator, scrittrice, giornalista e attivista polacca
- 1968 - Stefano Bordon, ex rugbista a 15 e allenatore di rugby a 15 italiano
- 1968 - Espen Bredesen, ex saltatore con gli sci norvegese
- 1968 - Gianluca Cantalamessa, politico italiano
- 1968 - Sean Elliott, ex cestista statunitense
- 1968 - Stéphane Grégoire, ex calciatore francese
- 1968 - Gianluca Guidi, rugbista a 15 e allenatore di rugby a 15 italiano
- 1968 - Steve Henson, ex cestista e allenatore di pallacanestro statunitense
- 1968 - Ulrik Jansson, ex calciatore svedese
- 1968 - Li Chunyang, ex ginnasta cinese
- 1968 - Paolo Pittino, ex canottiere italiano
- 1968 - Aivars Pozņaks, ex calciatore lettone
- 1968 - Huey Richardson, ex giocatore di football americano statunitense
- 1969 - Dana International, cantante israeliana
- 1969 - Sophie-Louise Dann, cantante e attrice britannica
- 1969 - Markus Eberle, allenatore di sci alpino e ex sciatore alpino austriaco
- 1969 - Gošo Ginčev, ex calciatore bulgaro
- 1969 - Valerij Karpin, allenatore di calcio e ex calciatore sovietico
- 1969 - Mike Kennedy, politico statunitense
- 1969 - Knut Kircher, ex arbitro di calcio tedesco
- 1969 - Kurt Mørkøre, allenatore di calcio e ex calciatore faroese
- 1969 - Kelly Morrison, politica statunitense
- 1969 - Dambisa Moyo, economista e scrittrice zambiana
- 1969 - Elmar Mutschlechner, ex biatleta italiano
- 1969 - Luigi Pelazza, personaggio televisivo italiano
- 1969 - Mirco Ruggiero, ex bobbista italiano
- 1969 - Igor' Šalimov, allenatore di calcio e ex calciatore russo
- 1970 - Yari Allnutt, ex calciatore statunitense
- 1970 - Bruno Boscardin, ex ciclista su strada italiano
- 1970 - Sean Green, ex cestista statunitense
- 1970 - Cédric Mathy, ex pistard belga
- 1970 - Eva Melicharová, ex tennista cecoslovacca
- 1970 - Dejan Radonjić, ex cestista e allenatore di pallacanestro montenegrino
- 1970 - Jaŭhen Rėdz'kin, dirigente sportivo e ex biatleta bielorusso
- 1970 - Gunter Schlierkamp, culturista tedesco
- 1970 - Roar Strand, ex calciatore norvegese
- 1970 - Chandler Thompson, ex cestista statunitense
- 1970 - Fabrizio Vidale, attore, doppiatore e conduttore radiofonico italiano
- 1970 - Jennifer Westfeldt, attrice e sceneggiatrice statunitense
- 1970 - Arnold Wetl, ex calciatore austriaco
- 1970 - Erik ten Hag, allenatore di calcio e ex calciatore olandese
- 1971 - Gianfranco Circati, allenatore di calcio e ex calciatore italiano
- 1971 - Domenico Dara, scrittore italiano
- 1971 - Ken Dilger, ex giocatore di football americano statunitense
- 1971 - Paolo Fornaciari, ex ciclista su strada italiano
- 1971 - Michelle Gayle, attrice e cantante britannica
- 1971 - Slobodan Komljenović, ex calciatore serbo
- 1971 - Günter Krajewski, schermidore tedesco
- 1971 - Andrea Mazzacavallo, cantautore italiano
- 1971 - Osvaldo Peralta, ex calciatore paraguaiano
- 1971 - Stefano Rossini, allenatore di calcio e ex calciatore italiano
- 1971 - Gabriele Zagati, ex calciatore italiano
- 1972 - Alessandro Alfieri, politico italiano
- 1972 - Leonardo Busca, cestista e dirigente sportivo italiano
- 1972 - Carlo Caprioli, attore italiano
- 1972 - Lello Ciampolillo, politico italiano
- 1972 - Tanya Clarke, attrice statunitense
- 1972 - Klára Dobrev, politica ungherese
- 1972 - Hwang Seok-jeong, attrice sudcoreana
- 1972 - Todi Jónsson, ex calciatore faroese
- 1972 - Massimo Mezzaroma, imprenditore e dirigente sportivo italiano
- 1972 - Patrizio Prata, doppiatore, dialoghista e direttore del doppiaggio italiano
- 1972 - Thomas Tharayil, arcivescovo cattolico indiano
- 1973 - Ike Ibeabuchi, pugile nigeriano
- 1973 - Aleksander Tammert, ex discobolo estone
- 1973 - Marissa Jaret Winokur, attrice e cantante statunitense
- 1973 - Valerïý Yabloçkïn, ex calciatore kazako
- 1974 - Takashi Akita, pilota motociclistico giapponese
- 1974 - Radosław Kałużny, ex calciatore polacco
- 1974 - Khatuna Narimanidze, arciera georgiana
- 1974 - Oz Perkins, regista, sceneggiatore e attore statunitense
- 1974 - Tomáš Poštulka, ex calciatore ceco
- 1974 - Tetjana Šablins'ka, ex cestista ucraina
- 1974 - Shana Sweitzer, ex sciatrice alpina statunitense
- 1974 - Elxan Süleymanov, ex sollevatore azero
- 1974 - Sergio Volpi, allenatore di calcio e ex calciatore italiano
- 1975 - Céline Beigbeder, ex tennista francese
- 1975 - Todd Bertuzzi, hockeista su ghiaccio canadese
- 1975 - José Luis Cardoso, pilota motociclistico spagnolo
- 1975 - Thinus Delport, ex rugbista a 15 e allenatore di rugby a 15 sudafricano
- 1975 - Donald Driver, ex giocatore di football americano statunitense
- 1975 - Sergej Filimonov, ex sollevatore russo
- 1975 - Ronny Hornschuh, ex saltatore con gli sci tedesco
- 1975 - Blaise Kouassi, ex calciatore ivoriano
- 1975 - Raúl Medeiros, ex calciatore boliviano
- 1975 - Teppei Nishiyama, ex calciatore giapponese
- 1975 - Maurizio Pratesi, ex cestista finlandese
- 1975 - Keith Sanderson, tiratore a segno statunitense
- 1975 - Dan Shamir, allenatore di pallacanestro e dirigente sportivo israeliano
- 1975 - Ieroklīs Stoltidīs, ex calciatore greco
- 1975 - Dana Wynne, ex cestista e allenatrice di pallacanestro statunitense
- 1975 - Andrea Zanchetta, allenatore di calcio e ex calciatore italiano
- 1976 - Ali Sadpara, alpinista pakistano († 2021)
- 1976 - Steven Dewick, ex nuotatore australiano
- 1976 - Frédéric Dufour, canottiere francese
- 1976 - Antonio Grant, ex cestista statunitense
- 1976 - Paul Gustard, allenatore di rugby a 15 e rugbista a 15 inglese
- 1976 - James Hickman, ex nuotatore britannico
- 1976 - Jani Honkavaara, allenatore di calcio e ex calciatore finlandese
- 1976 - Bruno Heleno Pereira da Silva, ex calciatore brasiliano
- 1976 - Abel Terevarua, ex calciatore tahitiano
- 1976 - Petter Wastå, ex calciatore svedese
- 1976 - Salman bin Sultan Al Sa'ud, principe, militare e politico saudita
- 1977 - Martin Andresen, allenatore di calcio e ex calciatore norvegese
- 1977 - Bibiana Aído, politica spagnola
- 1977 - AJ Bear, ex sciatore alpino australiano
- 1977 - Marc Bernaus, ex calciatore andorrano
- 1977 - Valeriu Bordeanu, allenatore di calcio e ex calciatore rumeno
- 1977 - Daniel Cousin, allenatore di calcio e ex calciatore gabonese
- 1977 - Lars Knudsen, allenatore di calcio danese
- 1977 - Shakira, cantautrice colombiana
- 1977 - Sebastian Ströbel, attore tedesco
- 1977 - Marco Vinco, basso-baritono italiano
- 1977 - Jessica Wahls, cantante tedesca
- 1977 - Torsten Wustlich, ex slittinista tedesco
- 1978 - Carly Binding, cantante neozelandese
- 1978 - Nelson Chamisa, politico zimbabwese
- 1978 - Patterson Daudau, ex calciatore salomonese
- 1978 - Annabel Ellwood, ex tennista australiana
- 1978 - Eden Espinosa, attrice, cantante e doppiatrice statunitense
- 1978 - Barry Ferguson, allenatore di calcio e ex calciatore scozzese
- 1978 - Macarena Gómez, attrice spagnola
- 1978 - Guido Kaczka, attore e conduttore televisivo argentino
- 1978 - Lee Ji-ah, attrice sudcoreana
- 1978 - Hector Lombard, artista marziale misto e ex judoka cubano
- 1978 - Claudio Morel Rodríguez, allenatore di calcio e ex calciatore paraguaiano
- 1978 - Bárbara Mori, attrice uruguaiana
- 1978 - Olivier Mutis, ex tennista francese
- 1978 - Jaime Robles Céspedes, ex calciatore boliviano
- 1978 - Chris Romano, attore televisivo, produttore televisivo e sceneggiatore statunitense
- 1978 - Mikalaj Ryndzjuk, allenatore di calcio e ex calciatore bielorusso
- 1978 - Rich Sommer, attore statunitense
- 1978 - Faye White, ex calciatrice inglese
- 1978 - Kōta Yoshihara, ex calciatore giapponese
- 1979 - Urmo Aava, pilota di rally estone
- 1979 - Gloria Bellicchi, attrice, personaggio televisivo e ex modella italiana
- 1979 - Sandy Casar, ex ciclista su strada francese
- 1979 - Fanī Chalkia, ostacolista e velocista greca
- 1979 - Feliciano Magro, ex calciatore svizzero
- 1979 - Stefania Maimone, ex cestista italiana
- 1979 - Rubén Pulido, ex calciatore spagnolo
- 1979 - Olav Råstad, ex calciatore norvegese
- 1979 - Shamita Shetty, attrice indiana
- 1979 - Irini Terzoglou, ex pesista greca
- 1979 - Ivan Tomeljak, ex cestista croato
- 1979 - Phil Warner, ex calciatore inglese
- 1979 - Ksenija Zikunkova, ex biatleta bielorussa
- 1980 - Lionel Bah, ex calciatore francese
- 1980 - Florent Balmont, allenatore di calcio e ex calciatore francese
- 1980 - Annicet Bitoumbou, ex calciatore congolese (Repubblica del Congo)
- 1980 - Florin Bratu, allenatore di calcio e ex calciatore rumeno
- 1980 - James Chamanga, calciatore zambiano
- 1980 - Jermisha Dosty, ex cestista statunitense
- 1980 - Mirco Gasparetto, allenatore di calcio e ex calciatore italiano
- 1980 - Teddy Hart, wrestler canadese
- 1980 - Facundo Imboden, ex calciatore argentino
- 1980 - Altron Jackson, ex cestista statunitense
- 1980 - Zhang Jingchu, attrice cinese
- 1980 - Erica Lee Carter, politica statunitense
- 1980 - Juan Mercier, ex calciatore argentino
- 1980 - Oleguer Presas, ex calciatore spagnolo
- 1980 - Carlos Prieto, ex pallamanista spagnolo
- 1980 - Nina Zilli, cantautrice, personaggio televisivo e conduttrice radiofonica italiana
- 1980 - Eduardo Francisco de Silva Neto, ex calciatore brasiliano
- 1981 - Lance Allred, ex cestista statunitense
- 1981 - Emre Aydın, cantautore turco
- 1981 - Du Bala, ex calciatore brasiliano
- 1981 - Moataz Ben Amer, calciatore libico
- 1981 - Emanuele Calchetti, copilota di rally italiano
- 1981 - Phillimon Chipeta, ex calciatore zambiano
- 1981 - Carl English, ex cestista canadese
- 1981 - Salem al-Hazmi, terrorista saudita († 2001)
- 1981 - Raman Kirėnkin, ex calciatore bielorusso
- 1981 - Dexter Lewis, calciatore costaricano
- 1981 - Marianna Marini, ex calciatrice e allenatrice di calcio italiana
- 1981 - Guillermo Marino, ex calciatore argentino
- 1981 - Matteo Melchiorre, scrittore italiano
- 1981 - Marco Missiroli, scrittore italiano
- 1981 - Mirko Murovic, ex hockeista su ghiaccio canadese
- 1981 - Nizami Paşayev, ex sollevatore azero
- 1981 - Justin Reiter, ex snowboarder statunitense
- 1981 - Emily Rose, attrice statunitense
- 1981 - Ciprian Tănasă, ex calciatore rumeno
- 1981 - Guwançmuhammet Öwekow, ex calciatore turkmeno
- 1982 - Mario Abrante, ex calciatore spagnolo
- 1982 - Aimee Allen, cantante statunitense
- 1982 - Katie Britt, politica, imprenditrice e avvocato statunitense
- 1982 - Neighel Drummond, ex calciatore costaricano
- 1982 - Omnia Fakhry, pentatleta egiziana
- 1982 - Gao Feng, ex judoka cinese
- 1982 - Annalisa Graziosi, pattinatrice artistica a rotelle italiana
- 1982 - Dorcus Inzikuru, mezzofondista e siepista ugandese
- 1982 - Kan Mi-youn, cantante sudcoreana
- 1982 - Paty Lenkebe, ex calciatore congolese (Repubblica Democratica del Congo)
- 1982 - Filippo Magnini, ex nuotatore italiano
- 1982 - Kelly Mazzante, ex cestista statunitense
- 1982 - Amaël Moinard, ex ciclista su strada francese
- 1982 - Thibaut Monnet, ex hockeista su ghiaccio svizzero
- 1982 - Daoud Mousa, ex cestista qatariota
- 1982 - John Pelu, allenatore di calcio e ex calciatore svedese
- 1982 - Diego Salgado Costa de Menezes, ex calciatore brasiliano
- 1982 - Brandy Talore, ex attrice pornografica statunitense
- 1982 - Bill Zebub, regista, sceneggiatore e produttore cinematografico statunitense
- 1983 - Alexander Barta, ex hockeista su ghiaccio tedesco
- 1983 - Bruno Mineiro, ex calciatore brasiliano
- 1983 - Anastasija Davydova, sincronetta russa
- 1983 - Santiago Elías, allenatore di calcio a 5 e ex giocatore di calcio a 5 argentino
- 1983 - Oleksij Hodin, allenatore di calcio e ex calciatore ucraino
- 1983 - Carolina Klüft, ex multiplista, lunghista e triplista svedese
- 1983 - Arsen Pavlov, militare russo († 2016)
- 1983 - Athanasia Perra, ex triplista greca
- 1983 - Attila Simon, calciatore ungherese
- 1983 - Jordin Tootoo, hockeista su ghiaccio canadese
- 1983 - Vladimir Voskoboinikov, ex calciatore estone
- 1984 - Franck Berrier, calciatore francese († 2021)
- 1984 - Brian Cage, wrestler statunitense
- 1984 - Paraskeuas Christou, ex calciatore cipriota
- 1984 - Mohamed Coly, ex calciatore senegalese
- 1984 - Thembinkosi Fanteni, ex calciatore sudafricano
- 1984 - Liam Fox, allenatore di calcio e ex calciatore scozzese
- 1984 - Johan Fuentes, calciatore cileno
- 1984 - Tala Gouveia, attrice britannica
- 1984 - Mads André Hansen, ex calciatore norvegese
- 1984 - Roman Hontjuk, judoka ucraino
- 1984 - Abbi Jacobson, attrice, scrittrice e illustratrice statunitense
- 1984 - Stefano Mammarella, giocatore di calcio a 5 italiano
- 1984 - Maybe, fumettista giapponese
- 1984 - Seon Power, ex calciatore trinidadiano
- 1984 - Kathleen Weiß, pallavolista tedesca
- 1984 - Buğrahan Çayır, attore, musicista e cantautore turco
- 1985 - Morris Almond, ex cestista statunitense
- 1985 - Vincent Angban, ex calciatore ivoriano
- 1985 - Massoud Azizi, velocista afghano
- 1985 - Gastón Bueno, calciatore uruguaiano
- 1985 - Richard Chaplow, allenatore di calcio e ex calciatore inglese
- 1985 - Francis De Greef, ex ciclista su strada belga
- 1985 - Paolo Dellafiore, allenatore di calcio e ex calciatore italiano
- 1985 - Daniel Fischer, allenatore di sci alpino e ex sciatore alpino tedesco
- 1985 - Melody Gardot, cantante statunitense
- 1985 - Mario Grgurović, ex calciatore croato
- 1985 - Sheroma Hodge, modella anglo-verginiana
- 1985 - Kim Ji-hyeon, ex cestista sudcoreana
- 1985 - Lenka Marušková, tiratrice a segno ceca
- 1985 - Fernando Miguel Kaufmann, calciatore brasiliano
- 1985 - Deme N'Diaye, ex calciatore senegalese
- 1985 - Dennis Oliech, ex calciatore keniota
- 1985 - Milan Rašić, pallavolista serbo
- 1985 - Martín Rolle, ex calciatore argentino
- 1985 - Igor' Ševčenko, ex calciatore russo
- 1985 - Toshiyuki Tanaka, cavaliere giapponese
- 1985 - Flavia Tartaglini, ex velista italiana
- 1985 - Silvestre Varela, allenatore di calcio e ex calciatore portoghese
- 1986 - Gemma Arterton, attrice britannica
- 1986 - Lara Barbieri, calciatrice italiana
- 1986 - Tomislav Bušić, calciatore croato
- 1986 - Samuel Camille, ex calciatore francese
- 1986 - Salvatore Esposito, attore e scrittore italiano
- 1986 - Matías Garrido, ex calciatore argentino
- 1986 - Anton Kavaleŭski, ex calciatore tedesco
- 1986 - Agim Meto, ex calciatore albanese
- 1986 - Lydia Oulmou, pallavolista algerina
- 1986 - Franz Rogowski, attore tedesco
- 1987 - Håvard Bøkko, pattinatore di velocità su ghiaccio norvegese
- 1987 - Bright Dike, ex calciatore statunitense
- 1987 - Anthony Fainga'a, rugbista a 15 australiano
- 1987 - Saia Fainga'a, rugbista a 15 australiano
- 1987 - Faydee, cantautore australiano
- 1987 - Aleksej Gordeev, giocatore di calcio a 5 russo
- 1987 - Luis Francisco Grando, ex calciatore brasiliano
- 1987 - Fabrizio Grillo, allenatore di calcio, dirigente sportivo e ex calciatore italiano
- 1987 - Il'ja Maksimov, ex calciatore russo
- 1987 - Gerard Piqué, imprenditore, dirigente sportivo e ex calciatore spagnolo
- 1987 - Jonathan Rea, pilota motociclistico nordirlandese
- 1987 - Jill Scott, ex calciatrice inglese
- 1987 - Victoria Song, cantante, ballerina e attrice cinese
- 1987 - Hande Soral, attrice turca
- 1987 - Martin Spanjers, attore statunitense
- 1987 - Jakub Štochl, calciatore ceco
- 1987 - Alexandru Suvorov, ex calciatore moldavo
- 1987 - Dean Turković, pallamanista croato
- 1987 - Vincent Dedienne, attore e regista francese
- 1988 - Eliahu Asheri, israeliano († 2006)
- 1988 - Camilla Borsotti, ex sciatrice alpina italiana
- 1988 - Vasile Buhăescu, calciatore rumeno
- 1988 - Mehdi Challandes, ex calciatore svizzero
- 1988 - Cho Kyu-hyun, cantante e attore teatrale sudcoreano
- 1988 - Radek Dejmek, calciatore ceco
- 1988 - Jedd Ebanks, calciatore britannico
- 1988 - Marco Fabbri, pattinatore artistico su ghiaccio e danzatore su ghiaccio italiano
- 1988 - Kieron Fonotia, ex rugbista a 15 neozelandese
- 1988 - Magnus Garden, giocatore di calcio a 5 e calciatore norvegese
- 1988 - Matteo Grattarola, pilota motociclistico italiano
- 1988 - Jonathan Grounds, ex calciatore inglese
- 1988 - Raul Isac, calciatore est-timorese
- 1988 - Kissy Kapri, ex attrice pornografica statunitense
- 1988 - Marko Kešelj, ex cestista serbo
- 1988 - Zosia Mamet, attrice statunitense
- 1988 - Spencer O'Brien, snowboarder canadese
- 1988 - Brad Peacock, giocatore di baseball statunitense
- 1988 - Stefano Scappini, calciatore italiano
- 1988 - Artem Smyrnov, tennista ucraino
- 1988 - Sarah Tkotsch, attrice e doppiatrice tedesca
- 1988 - Turgut Doğan Şahin, ex calciatore turco
- 1989 - Shane Archbold, ex pistard e ex ciclista su strada neozelandese
- 1989 - Saori Atsumi, cantante giapponese
- 1989 - Ștefan Caraulan, ex calciatore moldavo
- 1989 - Fabio Chinello, ex ciclista su strada italiano
- 1989 - José Mena, calciatore costaricano
- 1989 - Milton Molina, calciatore salvadoregno
- 1989 - Matías Nizzo, calciatore argentino
- 1989 - Vadis Odjidja-Ofoe, ex calciatore belga
- 1989 - Julija Oliševs'ka, velocista ucraina
- 1989 - Ivan Perišić, calciatore croato
- 1989 - Mario Scapini, mezzofondista italiano
- 1989 - Emanuel Schreiner, calciatore austriaco
- 1989 - Alex Sharp, attore britannico
- 1989 - Kawann Short, ex giocatore di football americano statunitense
- 1989 - Harrison Smith, giocatore di football americano statunitense
- 1989 - Kiley Staples, ex sciatrice alpina statunitense
- 1989 - Jakub Sylvestr, calciatore slovacco
- 1989 - Fozzy Whittaker, giocatore di football americano statunitense
- 1989 - Sambou Yatabaré, calciatore francese
- 1989 - Veniamin Shumeyko, calciatore kirghiso
- 1990 - Clara Alonso, attrice argentina
- 1990 - Giulia Besa, scrittrice italiana
- 1990 - Craig Breen, pilota di rally irlandese († 2023)
- 1990 - Lil Debbie, rapper, modella e stilista statunitense
- 1990 - Kanani Danielson, pallavolista statunitense
- 1990 - Bala Devi, calciatrice indiana
- 1990 - Issoufou Boubacar Garba, calciatore nigerino
- 1990 - Iván Garrido González, calciatore spagnolo
- 1990 - Hong Jong-hyun, modello e attore sudcoreano
- 1990 - Jung Ha-na, cantante, cantautrice e rapper sudcoreana
- 1990 - Sjarhej Kandrac'eŭ, ex calciatore bielorusso
- 1990 - Thaer Krouma, calciatore siriano
- 1990 - Cynthia Micas, attrice e doppiatrice tedesca
- 1990 - Ekaterina Pankova, pallavolista russa
- 1990 - Subhash Singh, calciatore indiano
- 1990 - Dino Škvorc, allenatore di calcio e calciatore croato
- 1990 - Chhun Sothearath, calciatore cambogiano
- 1990 - Andrea Tabanelli, calciatore italiano
- 1990 - William Tesillo, calciatore colombiano
- 1990 - Aleksandăr Tonev, ex calciatore bulgaro
- 1990 - Sebastián Toro, ex calciatore cileno
- 1990 - Dmitri Vornișel, calciatore moldavo
- 1991 - C.J. Anderson, ex giocatore di football americano statunitense
- 1991 - Chris Baker, altista britannico
- 1991 - Gaëtan Bussmann, calciatore francese
- 1991 - Valentino Campitelli, attore italiano
- 1991 - Thepphithak Chindavong, ex nuotatore laotiano
- 1991 - Tina Dalakishvili, attrice e modella georgiana
- 1991 - Nathan Delfouneso, calciatore inglese
- 1991 - Kiko Femenía, calciatore spagnolo
- 1991 - Joachim Hauer, ex saltatore con gli sci norvegese
- 1991 - Conor Hourihane, ex calciatore irlandese
- 1991 - Santi Jara, calciatore spagnolo
- 1991 - Jérémy Jaunin, cestista svizzero
- 1991 - Maurice Kemp, cestista statunitense
- 1991 - Gregory Mertens, calciatore belga († 2015)
- 1991 - Christopher Munthali, calciatore zambiano
- 1991 - Cristian Rizzo, giocatore di calcio a 5 italiano
- 1991 - Megan Romano, nuotatrice statunitense
- 1991 - Zhong Tianshi, pistard cinese
- 1991 - Johann van Zyl, ex ciclista su strada sudafricano
- 1992 - Abdullah Al-Sudairy, calciatore saudita
- 1992 - Unai Bustinza, calciatore spagnolo
- 1992 - Amelia Eve, attrice britannica
- 1992 - Ksenija Fadeeva, politica russa
- 1992 - Tobias Figueroa, calciatore argentino
- 1992 - Darnell Harris, ex cestista statunitense
- 1992 - Christ Mbondi, calciatore camerunese
- 1992 - Pierre-Yves Ngawa, calciatore belga
- 1992 - Luis Fernando Quintana, calciatore messicano
- 1992 - Shanieka Ricketts, triplista giamaicana
- 1992 - Joonas Tamm, calciatore estone
- 1992 - Even Tjiviju, velocista namibiano
- 1992 - Jacques Wanemut, calciatore vanuatuano
- 1993 - Clemens Aigner, saltatore con gli sci austriaco
- 1993 - Bobby Reid, calciatore inglese
- 1993 - Marie-Aurelle Awona, calciatrice francese
- 1993 - Mohamed Benkablia, calciatore algerino
- 1993 - Mattia Busato, karateka italiano
- 1993 - Fany Chalas, velocista dominicana
- 1993 - Alan Czerwiński, calciatore polacco
- 1993 - Devis Epassy, calciatore camerunese
- 1993 - Geoffrey Kizito, calciatore ugandese
- 1993 - Dīmītrīs Kyprianou, calciatore cipriota
- 1993 - Max Landis, cestista statunitense
- 1993 - Svetlana Lipatova, lottatrice russa
- 1993 - Karsta Lowe, pallavolista statunitense
- 1993 - Omar Mascarell, calciatore spagnolo
- 1993 - Ravel Morrison, calciatore inglese
- 1993 - Aleksandr Peretjagin, slittinista russo
- 1993 - Natasha Piai, calciatrice italiana
- 1993 - Vitalij Pryndeta, calciatore ucraino
- 1993 - Skylar Spence, cantante, disc jockey e produttore discografico statunitense
- 1993 - Flavien Tait, calciatore francese
- 1994 - Isnik Alimi, calciatore macedone
- 1994 - Nick Ansell, calciatore australiano
- 1994 - Dilara Bağcı, pallavolista turca
- 1994 - Borja López, calciatore spagnolo
- 1994 - Caterina Bosetti, pallavolista italiana
- 1994 - Malcom Brown, giocatore di football americano statunitense
- 1994 - Miguel Ângelo Magno Castro, giocatore di calcio a 5 portoghese
- 1994 - Antonius Cleveland, cestista statunitense
- 1994 - Isla Dawn, wrestler britannica
- 1994 - Tomas Dimša, cestista lituano
- 1994 - Mohamed Fathi, calciatore egiziano
- 1994 - Tobias Figueiredo, calciatore portoghese
- 1994 - Hazzuwan Halim, calciatore singaporiano
- 1994 - Elseid Hysaj, calciatore albanese
- 1994 - Fabiola Ibarra, calciatrice messicana
- 1994 - Miriam Kastlunger, ex slittinista austriaca
- 1994 - Mallory McCage, pallavolista statunitense
- 1994 - Aleksandra Mirosław, arrampicatrice polacca
- 1994 - Toriana Patterson, calciatrice giamaicana
- 1994 - Tessa van Schagen, velocista olandese
- 1994 - Vadym Vorošylov, aviatore e militare ucraino
- 1994 - Jonathan Williams, giocatore di football americano statunitense
- 1994 - Alin Ionut Zaharie, ex cestista rumeno
- 1995 - Fraser Aird, calciatore canadese
- 1995 - Michail Babičaŭ, calciatore bielorusso
- 1995 - Douglas Baggio, calciatore brasiliano
- 1995 - Tom Blyth, attore britannico
- 1995 - Chris Bumstead, culturista canadese
- 1995 - Ihor Charatin, calciatore ucraino
- 1995 - Erik Nascimento, calciatore brasiliano
- 1995 - Armanto Gkoufas, calciatore nicaraguense
- 1995 - Liam Grimshaw, calciatore inglese
- 1995 - Laura Gurioli, rugbista a 15 italiana
- 1995 - Aleksander Jagiełło, ex calciatore polacco
- 1995 - Aaron Johnston, copilota di rally irlandese
- 1995 - Marko Jovičić, ex calciatore serbo
- 1995 - Arfa Karim, informatica pakistana († 2012)
- 1995 - Karol Linetty, calciatore polacco
- 1995 - Dylan Louiserre, calciatore francese
- 1995 - Ambika Mod, attrice britannica
- 1995 - Giovanni Morini, hockeista su ghiaccio italiano
- 1995 - Erica Nicoli, taekwondoka italiana
- 1995 - Callum Robinson, calciatore inglese
- 1995 - Stanley Sanudi, calciatore malawiano
- 1995 - Melo Trimble, cestista statunitense
- 1996 - Matt Breida, ex giocatore di football americano statunitense
- 1996 - Chutimon Chuengcharoensukying, attrice e modella tailandese
- 1996 - Aleix Febas, calciatore spagnolo
- 1996 - Iván Gramajo, cestista argentino
- 1996 - Viktor Hej, calciatore ucraino
- 1996 - Andrej Kadlec, calciatore slovacco
- 1996 - Miroslav Káčer, calciatore slovacco
- 1996 - Paul Mescal, attore irlandese
- 1996 - L.J. Peak, cestista statunitense
- 1996 - Rashaad Penny, ex giocatore di football americano statunitense
- 1996 - João Costa, calciatore portoghese
- 1996 - Michal Sipľak, calciatore slovacco
- 1996 - Justin Tillman, cestista statunitense
- 1996 - Harry Winks, calciatore inglese
- 1996 - Remi Wolf, cantante statunitense
- 1996 - Lucas da Cruz Oliveira, calciatore brasiliano
- 1996 - Can Özüpek, triplista turco
- 1997 - Ellie Bamber, attrice britannica
- 1997 - Cameron Borthwick-Jackson, calciatore inglese
- 1997 - Charlie Brown, cestista statunitense
- 1997 - Sergi Canós, calciatore spagnolo
- 1997 - Stefan Gartenmann, calciatore svizzero
- 1997 - Paolo Ghiglione, calciatore italiano
- 1997 - Emmit Gooden, ex giocatore di football americano statunitense
- 1997 - Abdulbasit Hindi, calciatore saudita
- 1997 - Jaheel Hyde, ostacolista giamaicano
- 1997 - Elhan Kastrati, calciatore albanese
- 1997 - Sadiq Umar, calciatore nigeriano
- 1997 - Eddie Segura, calciatore colombiano
- 1998 - Maxime Awoudja, calciatore tedesco
- 1998 - Denis Baumgartner, calciatore slovacco
- 1998 - Matěj Chaluš, calciatore ceco
- 1998 - Giuseppe Cuomo, calciatore italiano
- 1998 - David Dekker, ciclista su strada olandese
- 1998 - Luis Donaldo Hernández, calciatore messicano
- 1998 - Chonlathorn Kongyingyong, attore televisivo e cantante thailandese
- 1998 - Bruno Lourenço, calciatore portoghese
- 1998 - Cyprian Mrzygłód, giavellottista polacco
- 1998 - Clara Pijolet, ex sciatrice alpina francese
- 1998 - Hazem Shehata, calciatore qatariota
- 1998 - Nicole Tompkins, attrice e doppiatrice statunitense
- 1998 - Marijan Ćavar, calciatore bosniaco
- 1998 - Tuğba Şenoğlu, pallavolista turca
- 1999 - Danielle Barton, pallavolista statunitense
- 1999 - Peter Chríbik, calciatore slovacco
- 1999 - Sieben Dewaele, calciatore belga
- 1999 - That Mexican OT, rapper statunitense
- 1999 - Vincent Hoppezak, pistard e ciclista su strada olandese
- 1999 - Lirim Kastrati, calciatore kosovaro
- 1999 - Jeff Okudah, giocatore di football americano statunitense
- 1999 - Mathias Oyewusi, calciatore nigeriano
- 1999 - Jon Rhattigan, giocatore di football americano statunitense
- 1999 - Airton Moisés Santos Sousa, calciatore brasiliano
- 1999 - Naorem Roshan Singh, calciatore indiano
- 1999 - Edmond Tapsoba, calciatore burkinabé
- 1999 - Lino Tempelmann, calciatore tedesco
- 1999 - Tomer Yosefi, calciatore israeliano
- 1999 - Lorina Zelger, ex sciatrice alpina svizzera
- 1999 - Martín Zubimendi, calciatore spagnolo
- 1999 - Iano Imbeni, calciatore guineense
- 2000 - Carlotta Alberghini, artista marziale italiana
- 2000 - Ethan Bartlow, calciatore statunitense
- 2000 - Peter Bjur, calciatore danese
- 2000 - Jonathan Dubasin, calciatore spagnolo
- 2000 - Alma Hilaj, calciatrice albanese
- 2000 - Oleh Horin, calciatore ucraino
- 2000 - Dmitrij Loginov, snowboarder russo
- 2000 - Valentin Mihăilă, calciatore rumeno
- 2000 - Munetaka Murakami, giocatore di baseball giapponese
- 2000 - Lucy Packer, rugbista a 15 inglese
- 2000 - Hannah Prock, slittinista austriaca
- 2000 - Anna-Maria Rieder, sciatrice alpina tedesca
- 2000 - Christos Sielīs, calciatore cipriota
- 2000 - Lev Skvorcov, calciatore kazako
- 2000 - Giorgia Speciale, velista italiana
- 2000 - Halldor Stenevik, calciatore norvegese
- 2000 - Vitão, calciatore brasiliano

## XXI secolo(38)
- 2001 - Ali Al Haj, calciatore libanese
- 2001 - Ilyas Chaira, calciatore marocchino
- 2001 - Luan Cândido, calciatore brasiliano
- 2001 - Théo De Percin, calciatore francese
- 2001 - Rodrigo Ferreyra, calciatore uruguaiano
- 2001 - Sondre Langås, calciatore norvegese
- 2001 - Máximo Lorenzi, calciatore uruguaiano
- 2001 - Thiago Nuss, calciatore argentino
- 2001 - Daishawn Redan, calciatore surinamese
- 2001 - Louis Rees-Zammit, rugbista a 15 e ex giocatore di football americano gallese
- 2001 - Carlos Rodríguez Cano, ciclista su strada spagnolo
- 2001 - Adam Tobin, ginnasta britannico
- 2002 - Christian Dalle Mura, calciatore italiano
- 2002 - Anton Harrison, giocatore di football americano statunitense
- 2002 - Dion Lopy, calciatore senegalese
- 2002 - Steve Mvoué, calciatore camerunese
- 2002 - Mohammed Nur, ex calciatore nigeriano
- 2002 - Stefan Rettenegger, combinatista nordico austriaco
- 2002 - Syb van Ottele, calciatore olandese
- 2003 - Fabio Abiuso, calciatore italiano
- 2003 - Julius Dirksen, calciatore olandese
- 2003 - Dusty Henricksen, snowboarder statunitense
- 2003 - Keisya Levronka, cantante e attrice indonesiana
- 2003 - Emilio Martínez González, calciatore messicano
- 2003 - Andreas Ntoi, calciatore greco
- 2003 - Dallas Turner, giocatore di football americano statunitense
- 2004 - Yusuf Kabadayı, calciatore tedesco
- 2004 - José Riasco, calciatore venezuelano
- 2004 - Attidjikou Samadou, calciatore beninese
- 2004 - Shola Shoretire, calciatore inglese
- 2004 - Wang Xinghao, goista cinese
- 2005 - Issiaga Camara, calciatore guineano
- 2005 - Shang Juncheng, tennista cinese
- 2005 - Ayanda Sishuba, calciatore belga
- 2005 - Fabio Torsiello, calciatore tedesco
- 2006 - Lucas Bergvall, calciatore svedese
- 2007 - Tobías Andrada, calciatore argentino
- 2008 - Nacho Antonetti, calciatore portoricano

## Senza anno specificato(3)
- Norma Atallah, attrice britannica
- JuJu Chan, attrice e artista marziale cinese
- Willem Schellinks, pittore, incisore e poeta olandese († 1678)